# St. Josef (Essen-Kupferdreh)

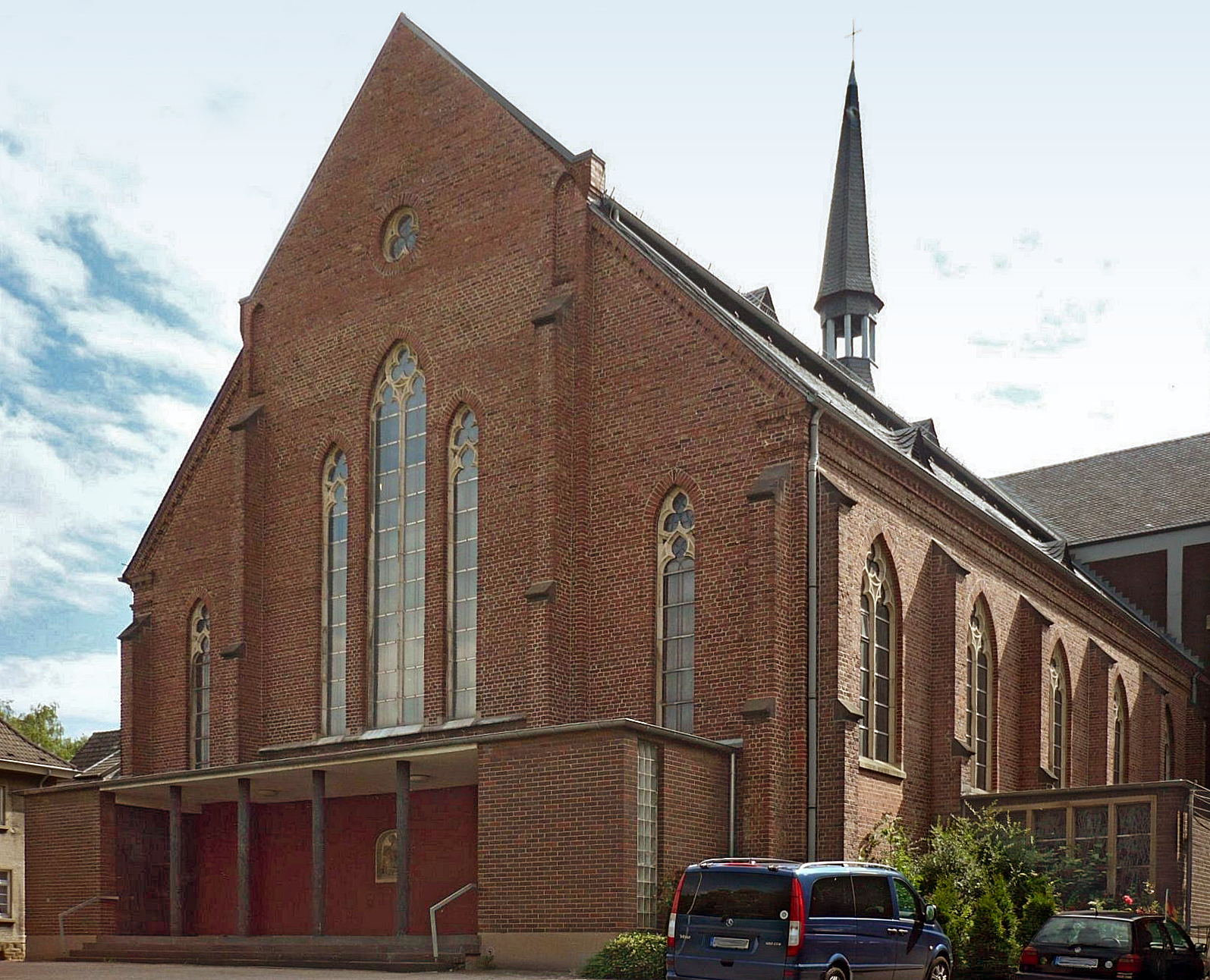
St.-Josef-Kirche im Jahr 2008

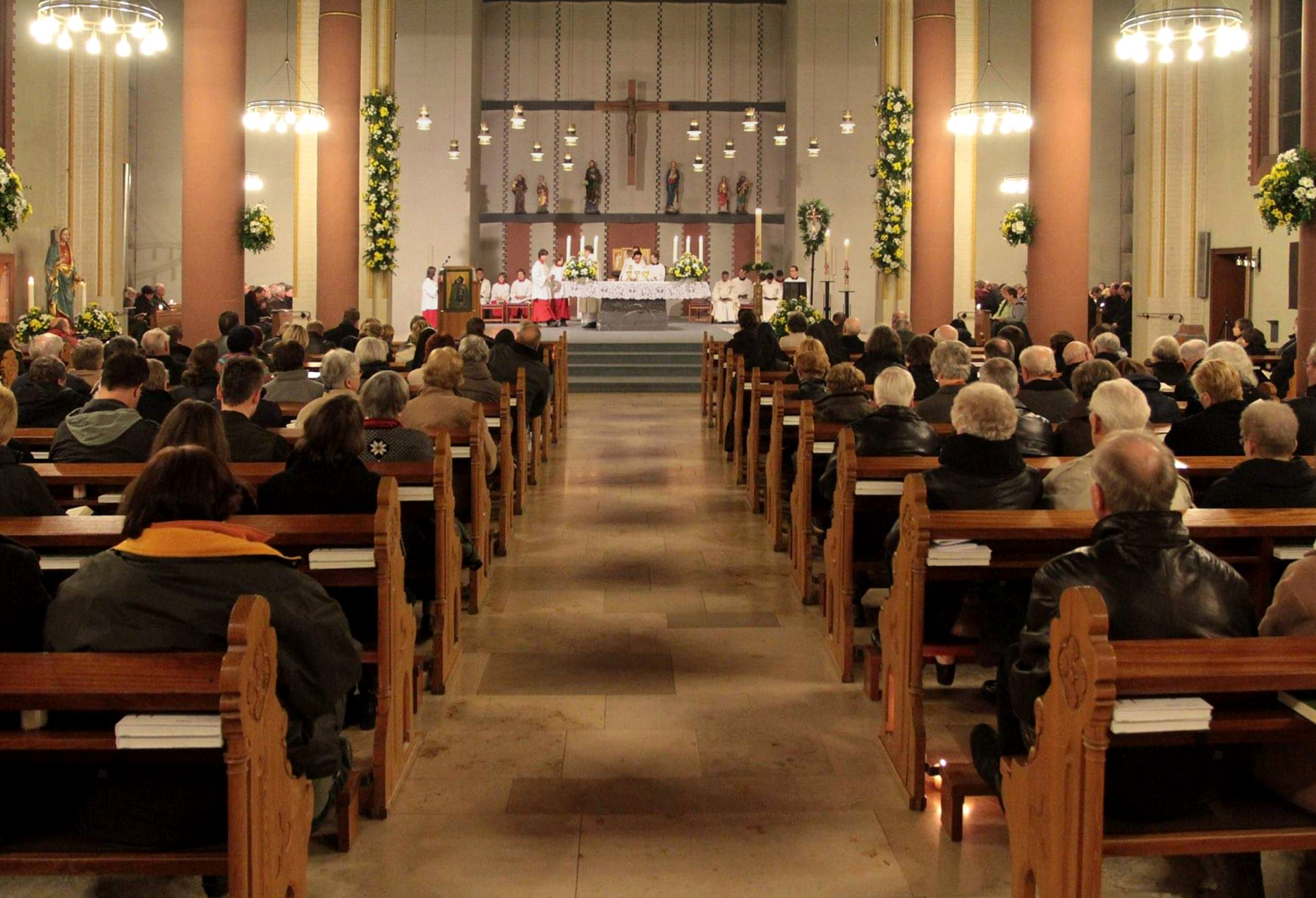
Feier der Osternacht 2012

Sankt Josef war bis 2013 eine römisch-katholische Pfarr- und Gemeindekirche im Essener Stadtteil Kupferdreh. Sie stand auf einem Hügel an der Schwermannstraße und war dem Patronat des heiligen Josef von Nazaret anvertraut. Das Gotteshaus wurde 1902 bis 1904 erbaut, da wegen des starken Bevölkerungswachstums im vorangegangenen Jahrhundert in Kupferdreh eine eigene katholische Gemeinde gegründet werden sollte. Der Baumeister Heinrich Wassermann hatte die Bauleitung. Die 1909 selbstständig gewordene Gemeinde bestand bis zu ihrer Zusammenlegung mit mehreren Nachbargemeinden im Jahr 2008. Die Kirche Sankt Josef wurde nach dem Zweiten Weltkrieg umgestaltet (1951) und 1957/1958 bedeutend erweitert. 1969 kam es zu einer Erneuerung des Erweiterungsbaus.
Im Jahr 1976 wurde ein Gemeindeheim errichtet. Nach der Auflösung der Kirchengemeinde 2008 zeigte sich ein erheblicher Sanierungsbedarf am Gotteshaus. Aufgrund der damals „nicht tragbaren wirtschaftlichen Lage“ wurde die Pfarrkirche deshalb 2013 profaniert und 2015 abgerissen. Das Grundstück ist seitdem im Besitz des St. Josef-Krankenhauses, für das auf dem Gelände ein Erweiterungsgebäude errichtet werden soll. Das Kirchengebäude war im neugotischen Stil erbaut und bestand aus rotem Ziegelmauerwerk. Bei der Erweiterung 1957/1958 wurde das bisherige Hauptschiff um ein Querschiff ergänzt, sodass die Kirche insgesamt einen kreuzförmigen Grundriss erhielt. Der Neubau war mit Klinkermauerwerk verkleidet. Bei seiner Errichtung wurde eine Marienkapelle angebaut. Einen Kirchturm gab es nicht. Zu den besonderen Ausstattungsstücken des Gotteshauses gehörte neben dem zweimal durch eine Neuanfertigung ersetzten Hauptaltar ein Flügelaltar der Goldschmiedin Lioba Munz.

## Geschichte

### Vorgeschichte
Der heutige Essener Stadtteil Kupferdreh ist keine historisch gewachsene Gemeinde, sondern setzt sich aus den ehemaligen Orten Hinsbeck, Rodberg und Dilldorf zusammen. Hinsbeck und Rodberg gehörten bis zu deren Auflösung 1802 zur Reichsabtei Werden. Die beiden Dörfer erwirkten im Jahr 1800 beim Werdener Abt die Genehmigung zum Bau einer Kapelle in Hinsbeck, die 1801 fertiggestellt wurde. Dilldorf gehörte bis Anfang des 19. Jahrhunderts zur Herrschaft Hardenberg, die katholischen Bewohner besuchten trotzdem traditionell die Abteikirche St. Ludgerus in Werden und ab 1801 die Kapelle in Hinsbeck. Bei der kirchlichen Neuorganisation der Region 1821 wurde die Grenze zwischen dem Erzbistum Köln und dem Bistum Paderborn mitten durch Hinsbeck gezogen, sodass die dortige Kapelle kirchlich zu einer anderen Diözese gehörte als der Großteil des restlichen Ortes. Daraufhin wurde die Kapelle bald als Teil des benachbarten Dilldorf angesehen, da es zum selben Bistum gehörte.
1875 wurden Hinsbeck und Rodberg zur neuen politischen Gemeinde Kupferdreh zusammengeschlossen. In den folgenden beiden Jahren wurde die „Dilldorfer“ (politisch weiterhin in Hinsbeck bzw. Kupferdreh gelegene) Kapelle durch eine tatsächlich in Dilldorf befindliche Pfarrkirche, St. Mariä Geburt, ersetzt. Für die Hinsbecker Katholiken ergab sich damit das Problem, dass sie in Dilldorf zwar eine nahegelegene Kirche hatten, aber kirchenrechtlich zur Pfarrei in Niederwenigern und damit zu einem anderen Bistum gehörten. Gegen eine „Umpfarrung“ von Hinsbeck und den Zusammenschluss mit Dilldorf gab es allerdings ebenfalls Widerstand. Daher wurde der Bau einer eigenen Kirche in Kupferdreh gefordert, wobei unter anderem mit dem starken Bevölkerungsanstieg durch die Industrialisierung argumentiert wurde.
1893 beschloss das bischöfliche Generalvikariat in Paderborn, zu dem Kupferdreh gehörte, dort eine Filialkirche Niederwenigerns zu errichten. Zwei Jahre darauf wurde Dilldorf politisch nach Kupferdreh eingemeindet, behielt jedoch seine eigene Kirchengemeinde. In Hinsbeck wurde daher 1898 ein Vikar des Pfarramts Niederwenigern eingesetzt, der provisorisch die Kirche und den Friedhof in Dilldorf benutzen durfte. 1899 bezeichnete das Paderborner Generalvikariat die Verhandlungen über eine kirchliche Zusammenlegung von Kupferdreh und Dilldorf als abgebrochen. Genauso wenig kam es aber zum Bau einer Filialkirche Niederwenigerns, weil sich abzeichnete, dass die Kupferdreher Kirchengemeinde komplett selbstständig werden sollte.

### Entstehung der Pfarrei St. Josef Kupferdreh und Kirchenbau
Da die im Entstehen begriffene Kirchengemeinde Kupferdreh ein Kirchengebäude brauchte, gründete sich am 14. Mai 1900 ein Kirchenbauverein. Als Bauplatz ausgewählt wurde der auf einer Erhebung liegende Feldmannskotten im Zentrum von Kupferdreh. Der Kirchbauverein erwarb am 26. Juni 1901 das Grundstück, wobei ihr der Voreigentümer einen halben Morgen Land unentgeltlich überließ und den Kaufpreis für die restlichen eineinhalb Morgen deutlich reduzierte.
Die bischöfliche Genehmigung des Kirchbaus erhielt die Gemeinde im März 1901, die Zulassung von Seiten der Behörden im September desselben Jahres. Bereits ab Juli 1901 begannen Bauarbeiter, den Bauplatz zu planieren. Im März 1902 fiel die Wahl des Patroziniums auf den heiligen Josef von Nazaret. Am 13. April 1902 folgte die Grundsteinlegung.
Bereits am Nachmittag des 26. Oktober 1902 wurde das Gotteshaus benediziert. In den Sommermonaten des Jahres 1903 lieferte eine Düsseldorfer Werkstatt die Chorfenster. Am 6. Mai 1904 konsekrierte der Bischof von Paderborn, Wilhelm Schneider, das fertige Kirchengebäude. Zur gleichen Zeit wie die Kirche wurde in der Nähe des Haupteingangs das Pfarrhaus errichtet. In der ersten Etage des Hauses stand eine steinerne Josefstatue, die im Zuge eines Umbaus entfernt und später durch eine neue Figur an gleicher Stelle ersetzt wurde. Diese Figur stand dort bis zum Abriss im Jahr 2015. Nach einer umfangreichen Restaurierung wurde sie im Dezember 2015 vor dem renovierten Gemeindeheim aufgestellt. Nach jahrelangen Verhandlungen fand 1909 die Abpfarrung von Niederwenigern statt. Im selben Jahr erhielt die Gemeinde St. Josef ihre Selbstständigkeit.

### Entwicklung bis zur Profanierung (1904–2012)

Die Kirche St. Josef (links) und das Pfarrhaus, um 1917

Im Jahr 1913 wurde beschlossen, die Gasbeleuchtung in der Kirche durch elektrisches Licht zu ersetzen. Anfang Dezember 1921 wollte der Kirchenvorstand das etwa neun Morgen große Gelände hinter der Kirche mit Haus und Scheune für über 100.000 Mark aufkaufen. Dazu kam es jedoch nicht, weil das Gehöft kurze Zeit später in den Besitz der Essener Steinkohlenbergwerke überging.  1923 brachte die Gemeinde unter der Orgelempore Gedenktafeln zur Erinnerung an die im Ersten Weltkrieg gefallenen Soldaten aus Kupferdreh an. Den Entwurf für eine Ehrentafel hatte das damals in Essen-Steele ansässige Unternehmen Weber und Eberling am 19. Juli 1922 vorgelegt und wegen der steigenden Inflation umgehend umgesetzt. Die Tafeln stehen mittlerweile im Archiv der Bürgerschaft Kupferdreh.
Die politische Gemeinde Kupferdreh war am 1. August 1929 der Stadt Essen eingegliedert worden, und Essen gehörte zum Erzbistum Köln. Im Jahr 1930 wechselte auch die bischöfliche Zuständigkeit für Kirche und Gemeinde St. Josef vom Erzbistum Paderborn zum Erzbistum Köln, als das Bistum Paderborn durch das Preußenkonkordat und die Bulle Pastoralis officii nostri von Papst Pius XI. zum Erzbistum erhoben und sein Gebiet neu umschrieben wurde. Bereits 1931 gab es erste Überlegungen, das Gotteshaus St. Josef zu erweitern, die sich jedoch zu dieser Zeit nicht verwirklichen ließen. Zu Ehren des 1930 im Amt gestorbenen ersten Pfarrers an St. Josef, Friedrich Schwermann, wurde am 5. Juni 1934 die an die Kirche angrenzende Kirchstraße in Schwermannstraße umbenannt. Ende der 1930er-Jahre kamen anstelle der Windfänge neue Türen hinzu. Die Fenster wurden im Zweiten Weltkrieg zum Teil beschädigt, insgesamt trug die Kirche St. Josef jedoch nur geringe Schäden durch Artilleriebeschüsse oder Bombeneinschläge davon.
Nach dem Zweiten Weltkrieg zeichnete sich ab, dass die Kirche St. Josef ein Jugendheim brauchte. Andere Örtlichkeiten hielt die Jugend der Pfarrei für ungeeignet. Die Bauleitung hatten zwei Kupferdreher Kapläne. Ursprünglich sollte das Jugendheim 35.000 DM kosten, konnte aber durch Materialspenden und Unterstützung vieler Gemeindemitglieder mit nur 16.000 DM aufgebaut werden. Einweihung war am 15. Juli 1950. Mitte der 2010er-Jahre wurde das Haus abgerissen.
Anlässlich des 50-jährigen Bestehens der Pfarrkirche wurde am 2. September 1951 während einer Nachmittagsandacht der Grundstein von 1902 geöffnet und danach mit einer zweiten Urkunde höher wieder eingemauert. Durch den Entschluss, den Chorraum um einige Stufen höher zu legen, wäre der Grundstein, der nahe dem Boden in der Wand hinter dem Altar eingelassen war, übermauert worden. Beim Umbau des Chorraums wurde unter anderem auch das farbige Mittelfenster an die Rückwand der Kirche versetzt, die Chorfenster zugemauert und die Seitenfenster erhielten eine neue Gestaltung in kleinteiliger Bleiverglasung.

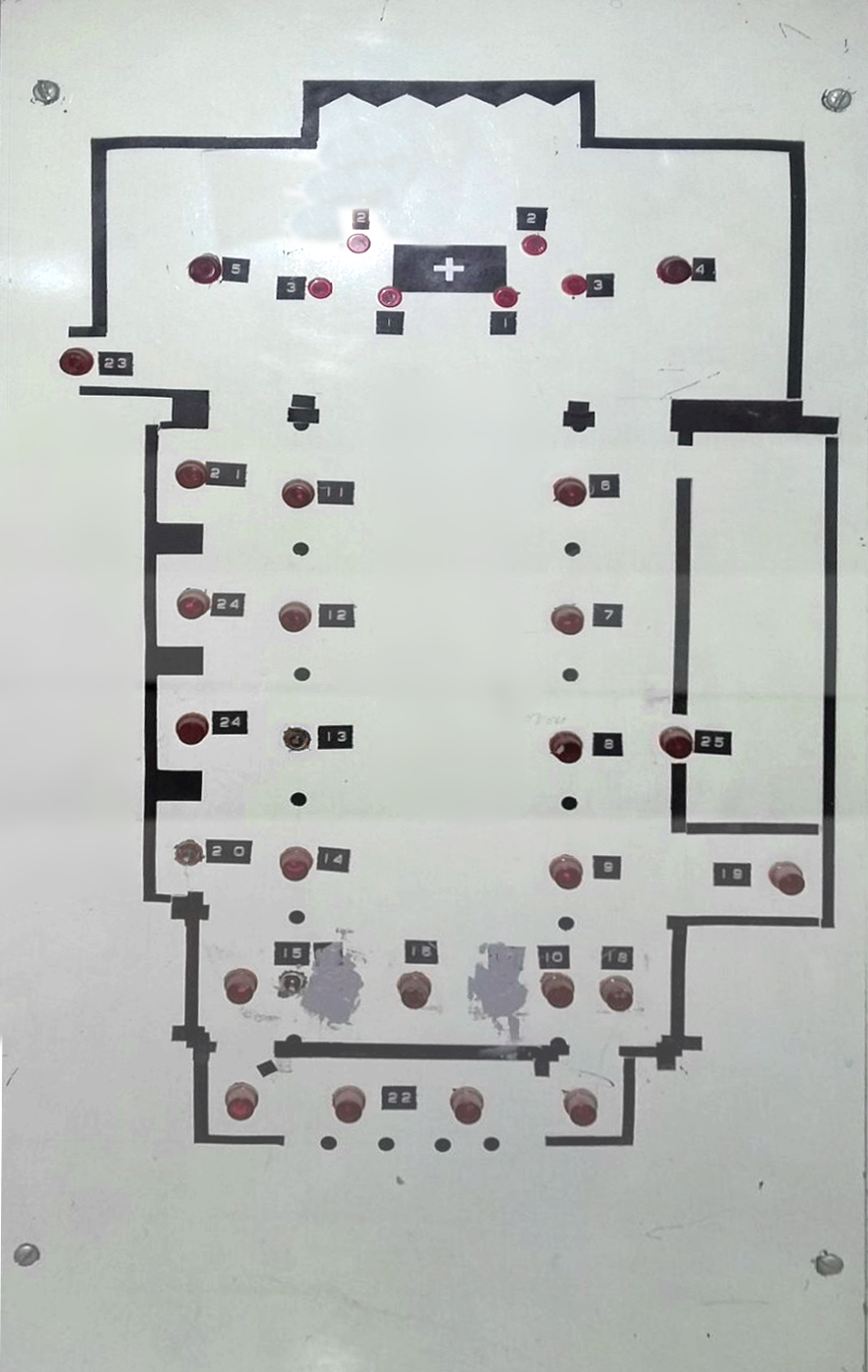
Grundriss, mit Anbau von 1958

Da zunehmend deutlich wurde, dass die Kirche zu klein für den örtlichen Bedarf wurde, zogen die zuständigen Stellen in Erwägung, sie abzureißen und durch einen Neubau zu ersetzen. Dies geschah damals an vielen Orten; letztlich entschied sich der Kirchenvorstand in Kupferdreh jedoch 1957 dafür, das bestehende Gebäude um- und auszubauen. Das Projekt kostete 400.000 DM; die Pläne für die Erweiterung fertigte der Architekt Emil Jung an. Die Baugenehmigung erteilte die erzbischöfliche Behörde in Köln am 12. August 1957. Durch den Umbau erhielt die Kirche ein neues, weites Querschiff und einen daran anschließenden neuen Chor. Das Richtfest des Erweiterungsbaus war am 16. Januar 1958 und am 1. Oktober 1958 legte die Gemeinde den Grundstein.
Ursprünglich war bei der Erweiterung geplant, einen freistehenden Kirchturm zu errichten. Dafür war neben dem Haupteingang ursprünglich eine Fläche von 6 × 6 Metern vorgesehen. Der alte Glockenstuhl hingegen sollte weichen. Diese Überlegungen haben die Kupferdreher allerdings nicht umgesetzt. Warum der Bau nicht ausgeführt wurde, ist unbekannt. Der Glockenstuhl blieb später mit einem neuen Geläut erhalten.
Im Jahr 1965 folgte eine Neugestaltung des Innenraums mit einer Holzfaltdecke aus nordamerikanischen Kiefernhölzern, die die Dortmunder Architekten Hans-Ulrich Gastreich und Mechthild Gastreich-Moritz entworfen hatten. Das alte Kreuzrippengewölbe war im Laufe der Jahrzehnte marode geworden. Die Rückwand des erst 1958 gebauten Chorraumes musste 1969 saniert werden, vor der alten Wand wurde dafür auf einem 1,80 Meter tiefen Fundament eine Sandsteinwand hochgezogen. Um den Altarraum den neuen liturgischen Erfordernissen nach dem Zweiten Vatikanischen Konzil anzupassen, wurden die alten Altarstufen entfernt und der Altar drei bis vier Meter vorgezogen. Gleichzeitig wurden neue Glasbausteine in die Fenster des Neubaus eingesetzt. Die Kosten dieser Bauarbeiten beliefen sich auf 108.000 DM. 1976 bekam die Kirchengemeinde St. Josef ein Gemeindeheim, das am 3. Juli eingeweiht wurde. Eine vollständige Innenrenovierung der Kirche, bei der der Innenraum hell gestrichen wurde, führte der Essener Architekt Rolf Grundmann Anfang der 1980er-Jahre durch. In darauffolgenden Jahren wurden Instandsetzungsarbeiten vollzogen.
Eine neue Orgel wurde 1995 angeschafft und zwei Jahre später die Heizungsanlage erneuert.

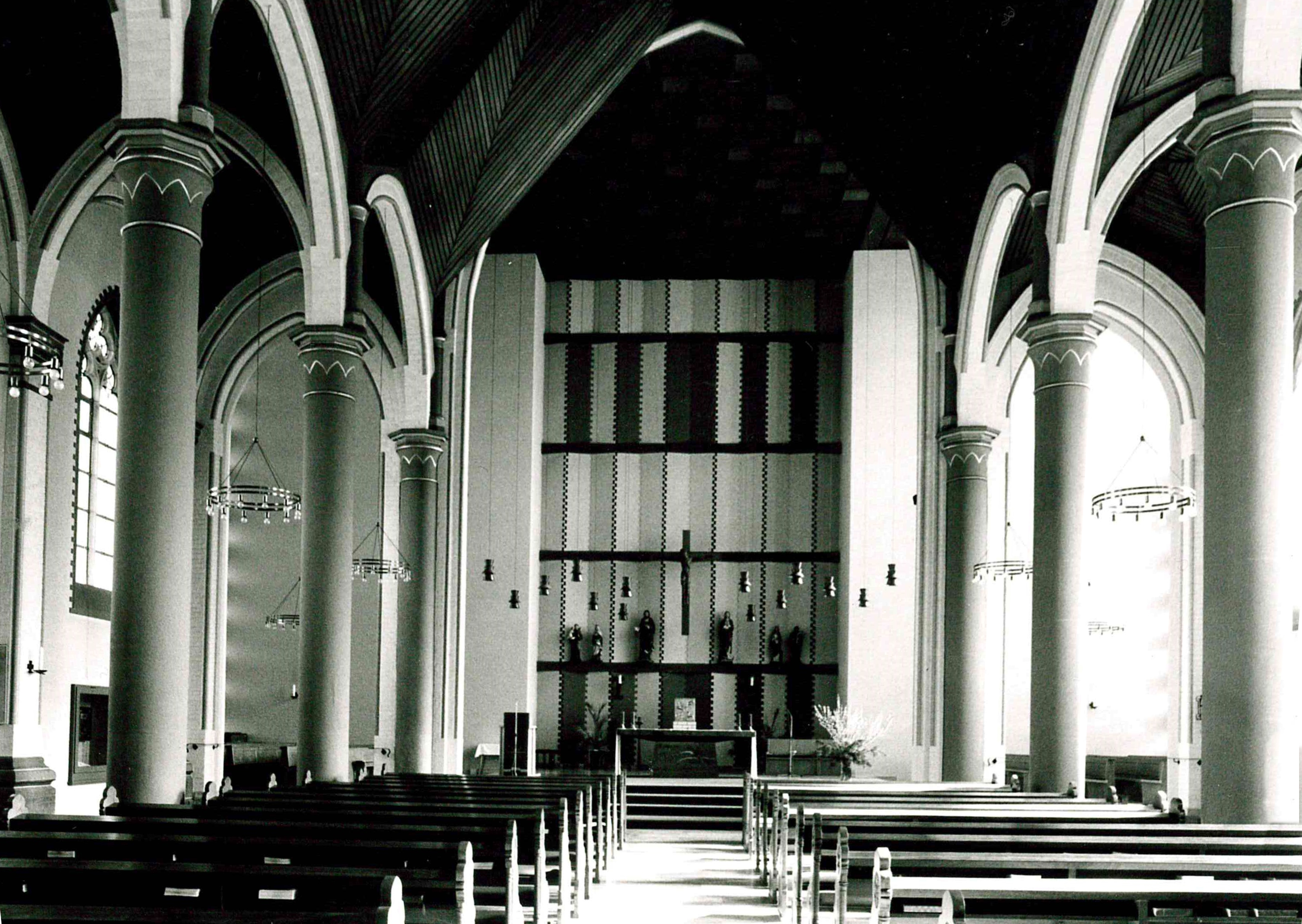
Mittelschiff der Kirche St. Josef, nach 1965

In den letzten Jahren vor der Profanierung übertrug das Patientenfernsehen Gottesdienste aus der Pfarrkirche in das benachbarte St. Josef-Krankenhaus Kupferdreh.

### Profanierung und Abriss

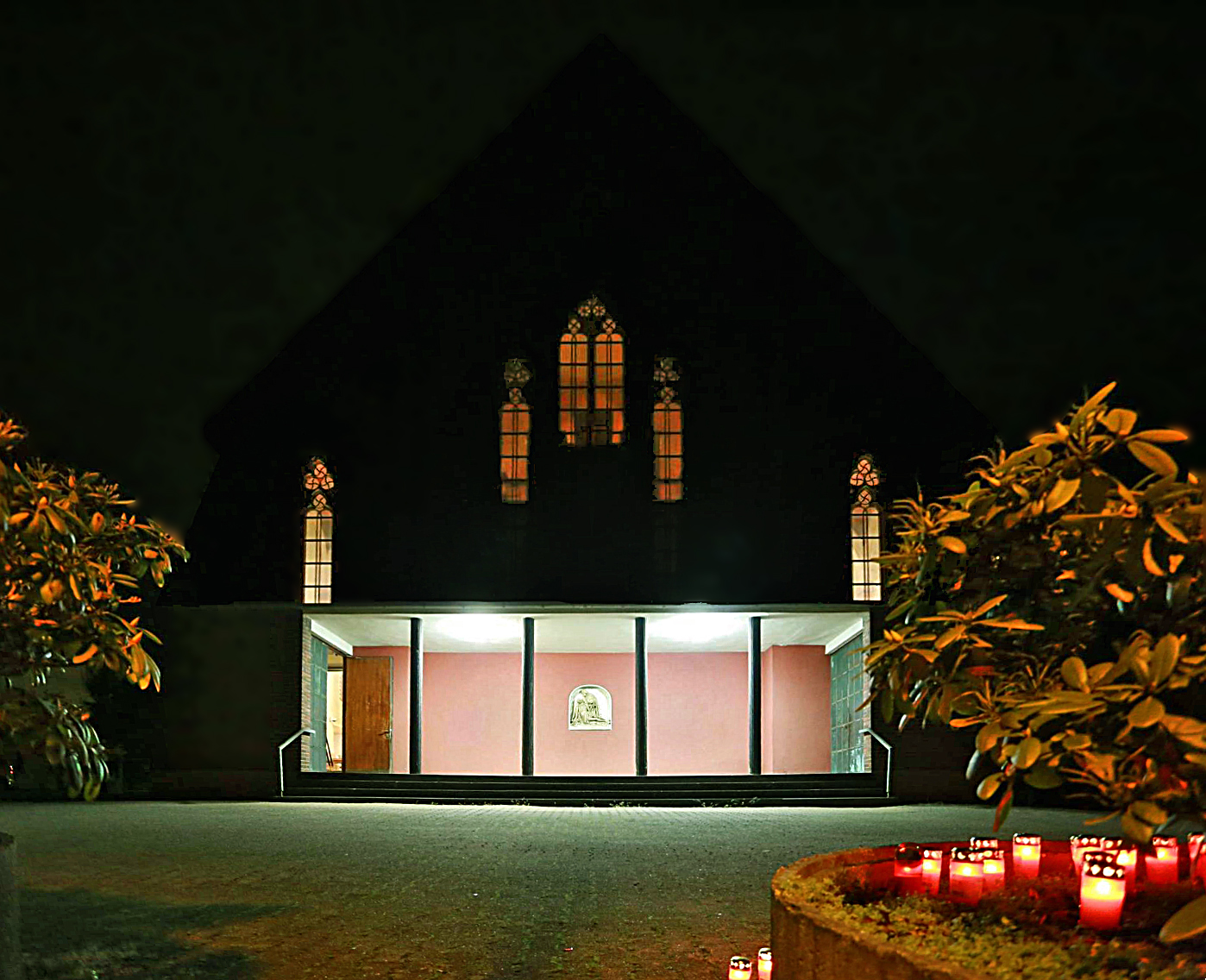
Gemeindemitglieder stellten am Tag der Profanierung Grablichter vor der Kirche auf

Im Jahr 2006 entschied der Bischof von Essen, Felix Genn, die sechs Pfarreien St. Josef, St. Mariä Geburt, St. Barbara, St. Mariä Heimsuchung, St. Georg und Herz Jesu zum 31. März 2008 aufzulösen und zur Pfarrei St. Josef Essen Ruhrhalbinsel zusammenzuschließen. Das Fortbestehen der Pfarrkirche St. Josef galt in diesem Zusammenhang aber als gesichert, bis einige Jahre später ein massiver Sanierungsbedarf deutlich wurde. Dieser sorgte dafür, dass Anfang der 2010er-Jahre über eine umfangreiche Restaurierung der Kirche diskutiert wurde. Die Gesamtkosten dafür hätten laut dem Gutachten eines Dormagener Ingenieurbüros etwa 833.000 Euro betragen. Davon wären rund 462.000 Euro auf die Pfarrkirche selbst entfallen, 50.000 auf den Neubau des Glockenstuhls und etwa 89.000 Euro auf die Bruchsteinstützwand. Zusammengerechnet hätten die Renovierungsarbeiten am Kirchberg St. Josef durch weitere Instandsetzungskosten weit über eine Million Euro gekostet. In Anbetracht der „untragbaren wirtschaftlichen“ Lage entschieden sich die zuständigen Gremien daher 2012, St. Josef zeitnah zu schließen und als „Gottesdienst-Standort“ aufzugeben. Am 4. Oktober 2012 beschloss der Kirchenvorstand, den Antrag auf Profanierung zu stellen. Der Bischof unterzeichnete das Profanierungsdekret am 11. März 2013 mit Wirkung zum 24. November 2013. Die Entscheidung zum Abriss der Kirche stieß bei vielen Gemeindemitgliedern auf Unverständnis, vor allem, weil erst im Jahr 1995 eine neue Orgel angeschafft worden war. Zweifel an den Kalkulationen zur Höhe der nötigen Renovierungskosten ließen Bistum und Kirchenvorstand, dem seit 2009 kein Kupferdreher mehr angehörte (eine Folge der Zusammenlegung der Pfarreien im Jahre 2008), unbeachtet.
Pläne, das Krankenhaus in unmittelbarer Nähe zu erweitern, begünstigten die Entscheidung für den Abriss. In einer Gebetswoche unmittelbar vor der Profanierung konnten die Gläubigen tagsüber sowie an den Werktagen in drei besonderen Andachten von ihrem Gotteshaus Abschied nehmen. Am Abend des 23. November 2013 fand das Pontifikalamt zur Profanierung der Pfarrkirche St. Josef statt, das Ruhrbischof Franz-Josef Overbeck leitete. Danach erfolgte die Schließung der Kirche. Seitdem ist die Herz-Jesu-Kirche in Burgaltendorf die neue Hauptkirche der Pfarrei St. Josef. Das Kirchengrundstück wurde am 30. September 2014 zu einem Preis von 925.000 Euro an die Katholischen Kliniken Ruhrhalbinsel verkauft. Auf dem Gelände soll das gegenüberliegende Krankenhaus erweitert werden. Anfang 2015 beantragten die Kliniken bei der Stadt Essen eine entsprechende Abrissgenehmigung. Nach der Zustimmung konnte die Kirche im Dezember 2015 abgerissen werden. Die Abrissarbeiten begannen auf der Westseite und endeten nach ungefähr zwei Wochen am angebauten Querschiff. Vom Abriss ausgenommen wurde lediglich das 1976 gebaute Gemeindeheim, das eine umfangreiche Renovierung erhielt und am 6. Dezember 2015 neu eingeweiht wurde. Es dient der katholischen Gemeinde Kupferdreh als Begegnungsstätte. Die Finanzierung der Renovierung erfolgte durch den Verkauf des Kirchengrundstückes.

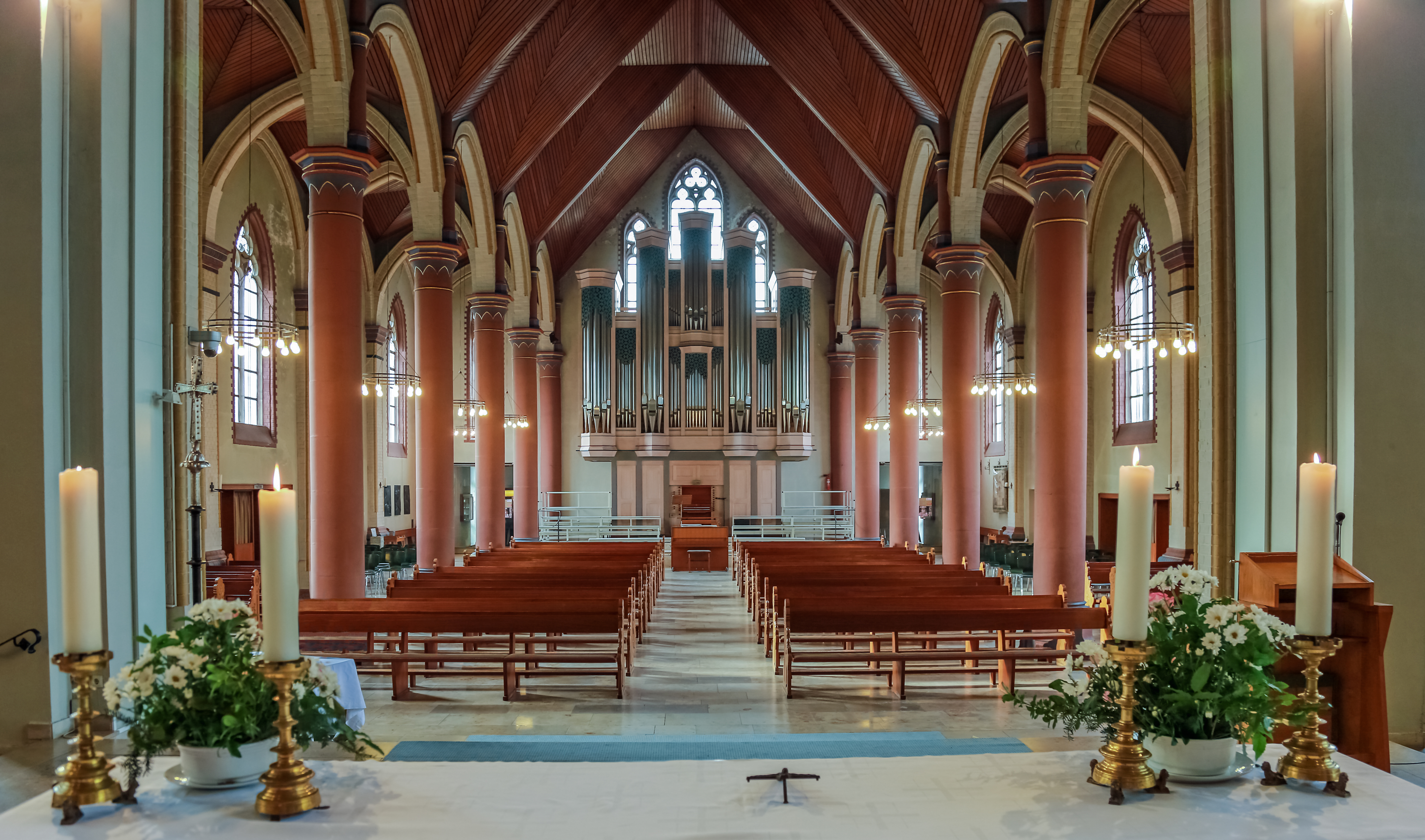
St. Josef sechs Tage vor der Profanierung
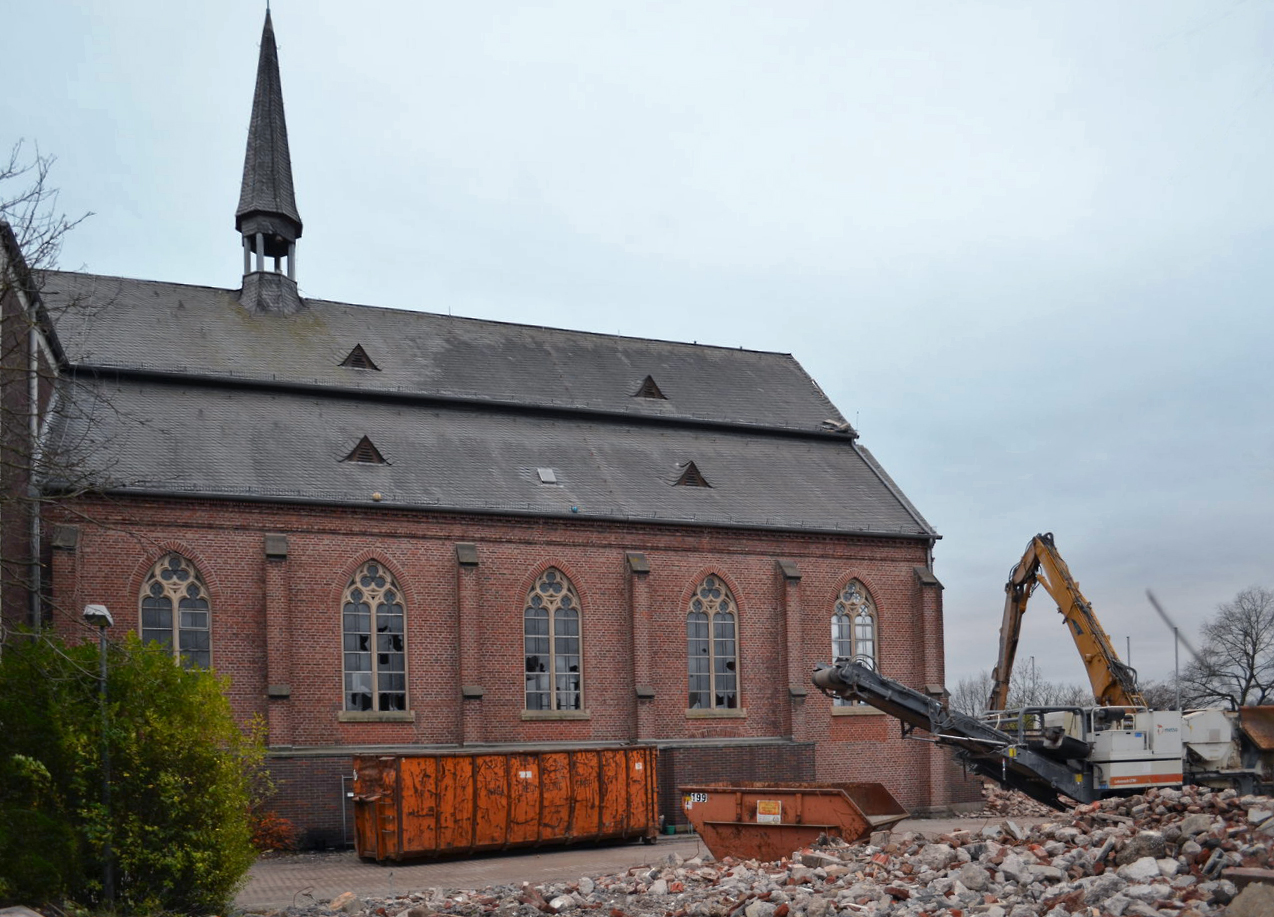
Beginnende Abrissarbeiten an der Westseite
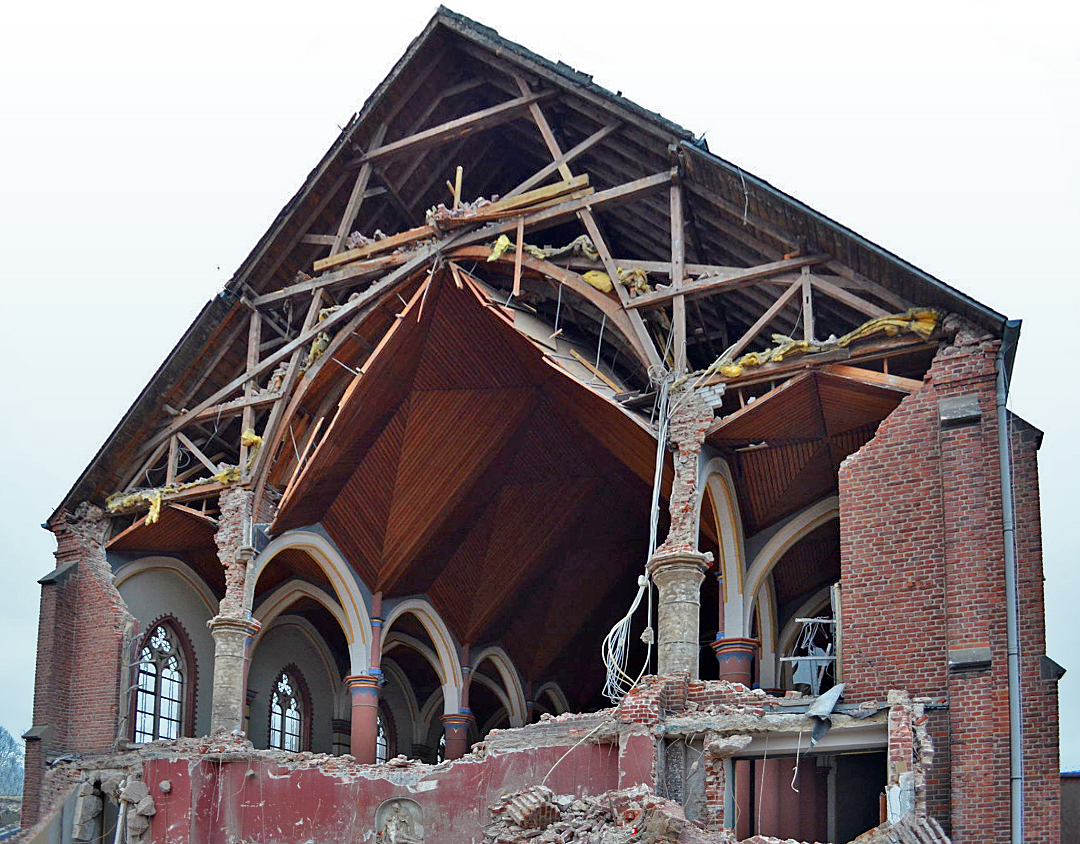
Abbruch der Westseite
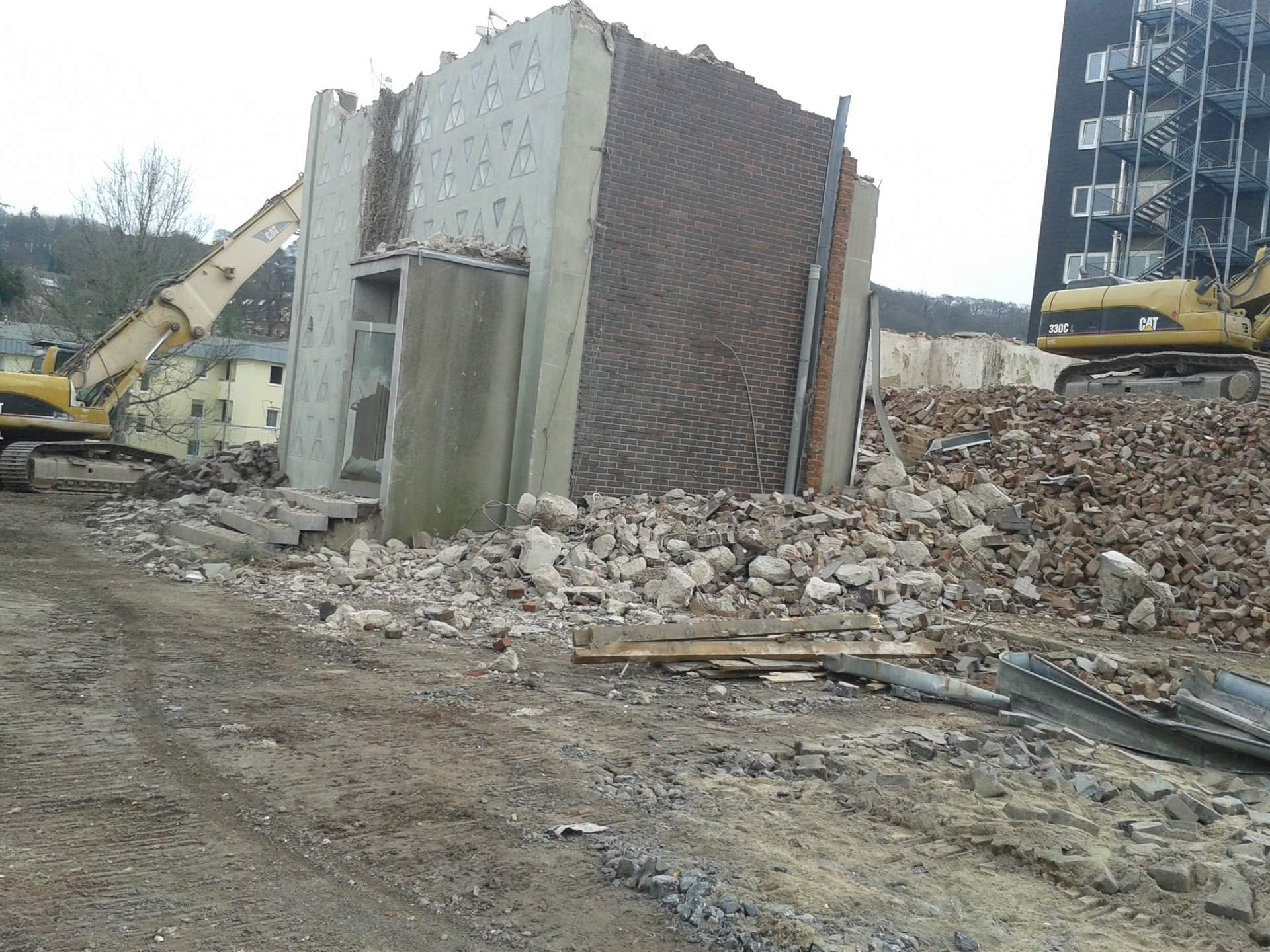
Fast vollendeter Abriss
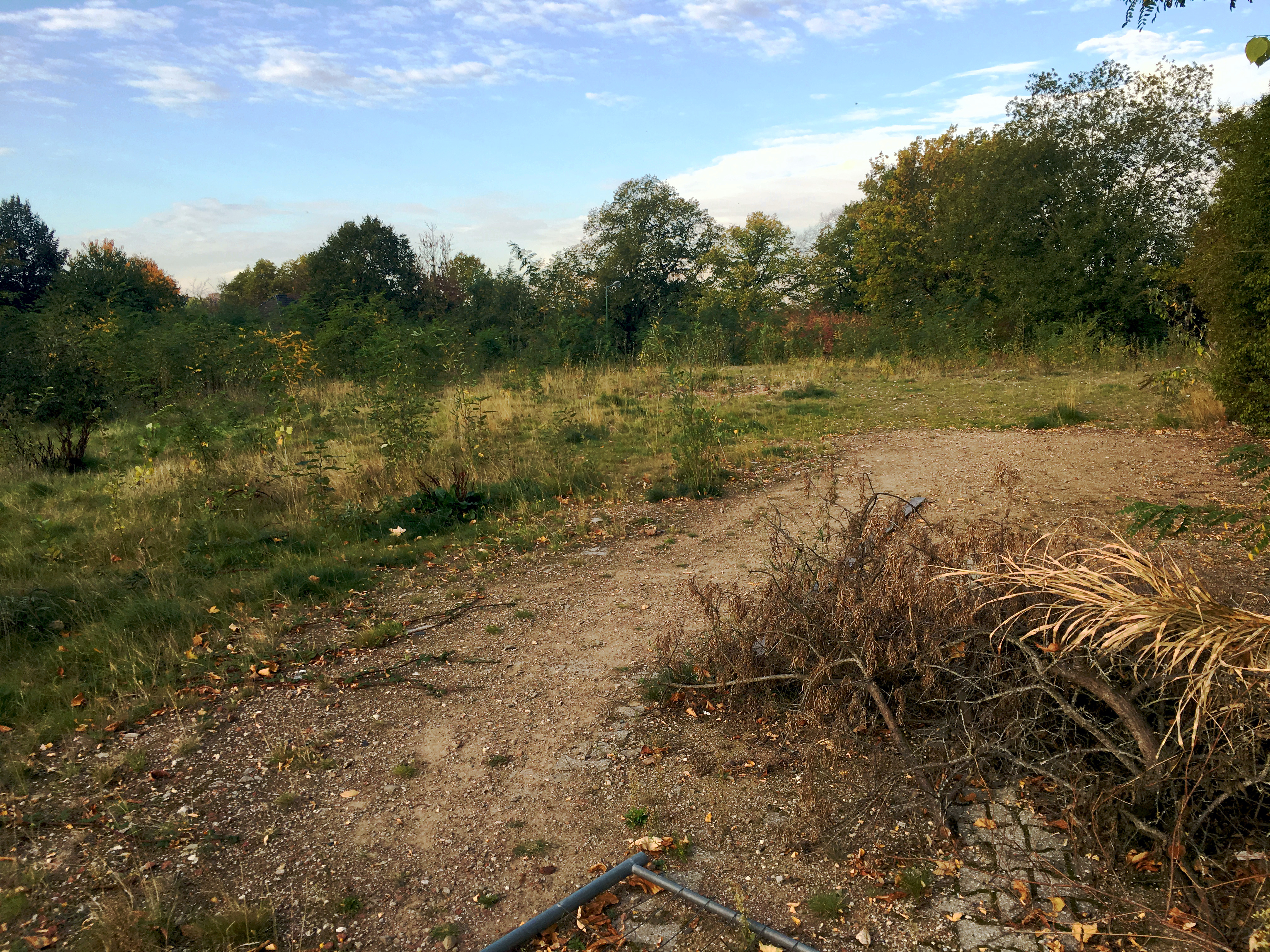
Das Kirchengrundstück 2018, drei Jahre nach dem Abriss

## Architektur

### Ursprungsbau

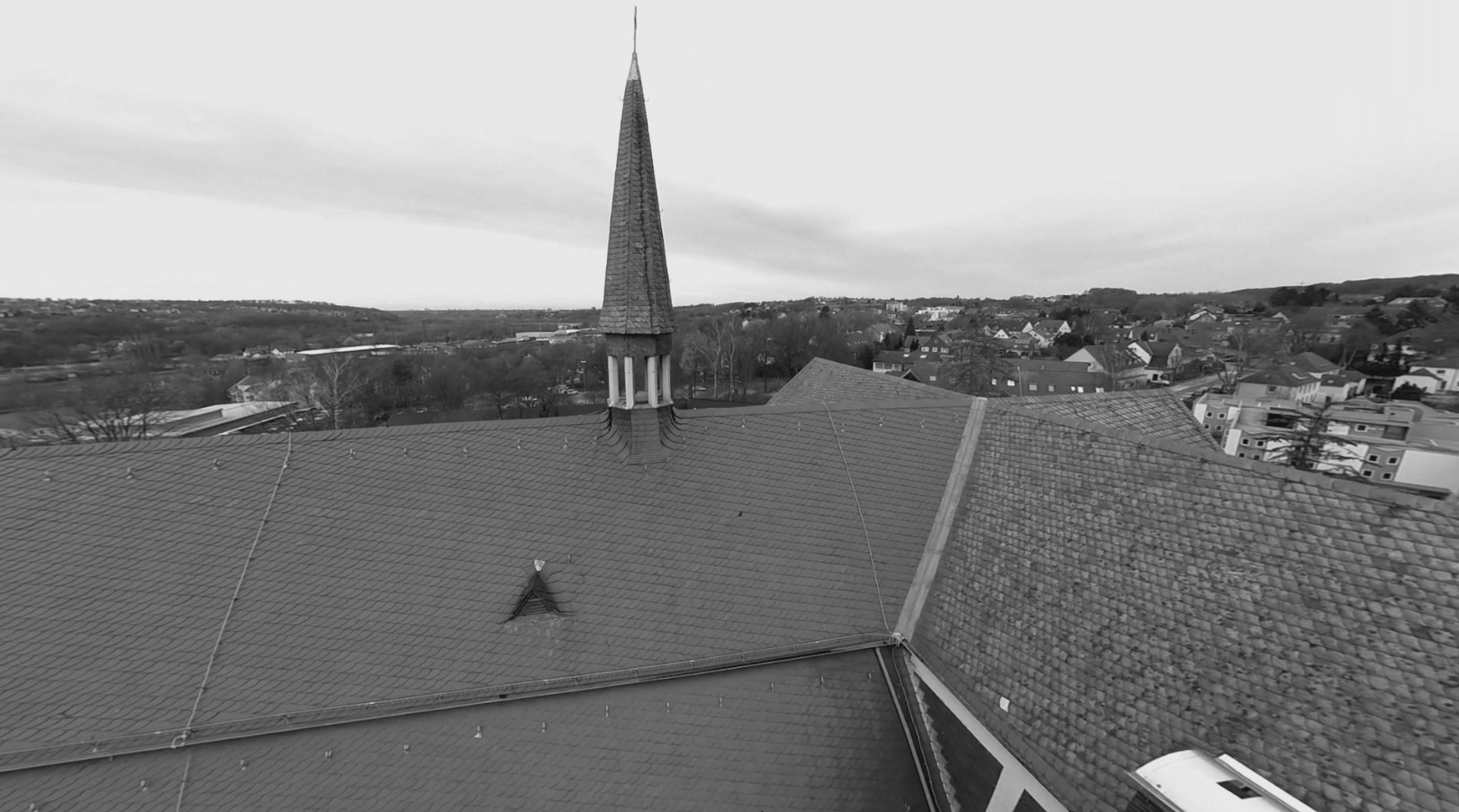
Dachreiter kurz vor dem Abriss; die Glocke wurde bereits abgenommen

Die geostete dreischiffige Staffelhalle befand sich im Ortszentrum östlich der Ruhr sowie nördlich des Kupferdreher Krankenhauses zwischen der Schwermannstraße und dem Heidbergweg. Die Kirche war im Stil der Neugotik aus rotem Ziegelmauerwerk errichtet und ursprünglich mit einer dreiseitigen Apsis im Osten abgeschlossen. Die etwas niedrigeren Dächer der Seitenschiffe endeten unter der Dachtraufe des Mittelschiffes, sodass die drei Schiffe auch von außen gut zu erkennen waren. Dem Mittelschiff war ein zierlicher Dachreiter mit oktogonalem Spitzhelm aufgesetzt, den acht schmale Säulen trugen und der von einem schlichten Kreuz bekrönt war. In dem Dachreiter hing eine kleine Stahlglocke. Vor und nach dem Umbau stand auf dem Westgiebel eine Zeit lang ein fast 6 Zentner schweres Kreuz. In der Nacht vom 1. März 1967 riss es ein Sturm an der Fassade ab, woraufhin es in gefährlicher Lage an den Eisenklammern  auf dem Dachfirst hängen blieb. Aus Sicherheitsgründen musste es vollständig abmontiert werden.
Die meisten Ecken bzw. Wände in der Kirche (besonders im Chorraum) bestanden bis Anfang der Nachkriegszeit aus Bruchstein. Die Halbkuppel der Chorapsis an der Nordseite war vor dem großen Umbau mit christlichen Symbolen gestaltet, in der Mitte ein großes stilisiertes Christusmonogramm (XP) mit einer Krone als Zeichen für „Christus König“. Die Kirche wurde von spitzbogigen Maßwerkfenstern mit Nonnenköpfen und Dreipassen im Bogenfeld belichtet. An den Langseiten waren je fünf zweibahnige Fenster eingelassen. Ein Drillingsfenster mit einem überhöhten zweibahnigen Fenster, das von zwei schmalen Fenstern flankiert war, prägte die Westseite des Mittelschiffs. Die schmalen Westfenster in den Seitenschiffen hatten dieselbe Höhe wie die Fenster der Längsseiten. Im Giebeldreieck hatte ein kleines Rundfenster ebenfalls einen Dreipass. Auf dem mittleren Chorfenster waren die Huldigung Jesu und die Jonasgeschichte dargestellt, am linken Fenster sahen die Kirchgänger St. Josef im Kreise seiner Familie, und das rechte Fenster zeigte das Sterben des heiligen Josef. Die drei Fenster wurden bei der Umgestaltung der Kirche 1951 zugemauert. Das mittlere Fenster wurde in die hintere Kirchenwand eingebaut, während der Verbleib der beiden anderen nicht bekannt ist. Abgetreppte Strebepfeiler gliederten die Außenwände und endeten an den Längsseiten unterhalb eines Frieses, der sich an der Westseite der Seitenschiffe fortsetzte, aber nicht im Mittelschiff.

### Erweiterung 1958
Für die Erweiterung wurde der bisherige Chorraum abgebrochen und an seiner Stelle ein Querschiff mit 200 Sitzplätzen von 27 × 11 Metern Größe errichtet. Daran wurde ein neuer Chor angeschlossen, sodass die Kirche insgesamt eine kreuzförmige Gestalt erhielt. Der neu entstandene Anbau war außen mit rotem und innen mit einem hellen, großflächig strukturierten Klinkermauerwerk verkleidet. Die Querhausgiebel waren in Beton-Glas-Wabenraster mit einzelnen Farbakzenten aufgelöst. Anfänglich waren die dreieckigen Öffnungen in den 50 cm dicken Stahlbetonwänden der Querhausgiebel mit Spiegel-Rohglas versehen. Die großen Dreiecke hatten eine Seitenlänge von 80 cm. Dadurch entstand eine Glasfläche von 70 m² auf jeder Giebelseite und dann wurde jede der großen Öffnungen mit vier dreieckigen Glasbausteinen von je 40 cm Kantenlänge ausgefüllt. Die kleinen Öffnungen erhielten farbige Bausteine, die auf der linken Seite im Querschiff rot und auf der rechten blau sowie gelb leuchteten. Auf den Glasbausteinen waren auf der rechten Hälfte des Querschiffs zwei farbige Fensterbilder und auf der linken Seite eins aufgesetzt. Die drei farbigen Glasbausteine stellten zusammen die Dreifaltigkeit dar. Der Ostgiebel war fenster- und schmucklos. Die querschiffartige Erweiterung hatte höhere Außenmauern als das Mittelschiff, schloss aber in derselben Firsthöhe mit dem Mittelschiff ab.

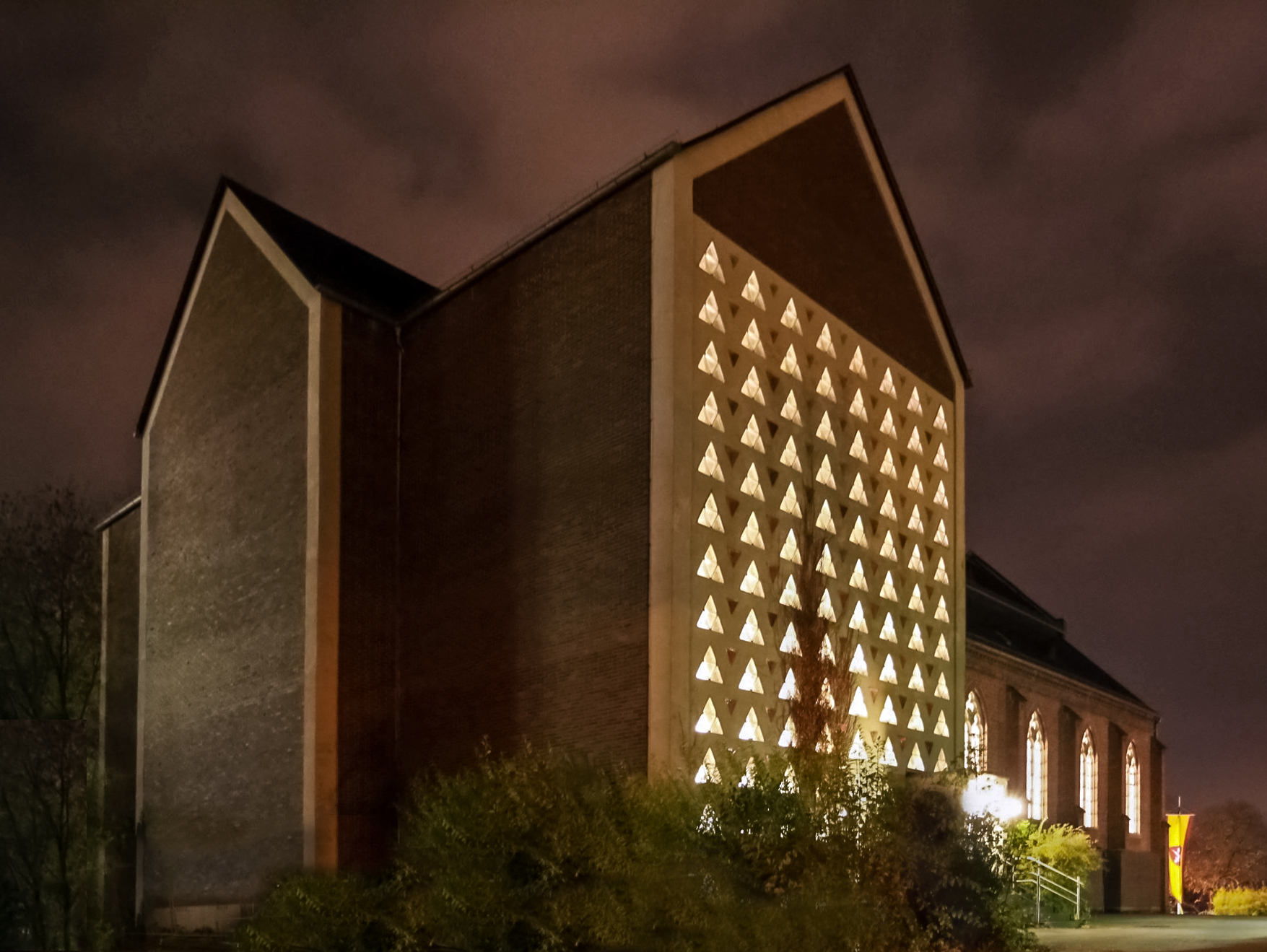
Ansicht der 1958 angebauten Erweiterung von Nordosten

Auf der Nordseite führte eine Treppe mit vier Stufen zu zwei aufeinanderfolgenden Glastüren, durch die die Besucher die Kirche betraten. Die Seitenschiffe öffneten sich zur Erweiterung, weshalb die beiden Seitenaltäre wegfielen. Der alte Haupteingang in der Mitte der Westseite der Kirche entfiel und wurde durch zwei gleichrangige Eingänge ersetzt, die eine Vorhalle mit einem von vier Säulen gestützten Flachdach über die ganze Breite der Westseite erhielten. Aus der Vorhalle gelangten die Besucher durch zwei nach Norden beziehungsweise Süden gerichtete Portale in Windfänge mit Fenstern und von dort durch durchsichtige Türen ins Kircheninnere. Links hinter dem nördlichen Eingang befand sich innerhalb der Kirche ein weiterer kleiner Raum, der von einem nach Nordwesten gerichteten Fenster belichtet wurde. An der Nordseite wurden auch die Beichtstühle in neu angebauten Nischen untergebracht. Auf der Südseite war die niedrige Sakristei mit einem Flachdach angebaut. Die alte Sakristei und der Eingang an der Südseite mussten wegen des Baus des neuen Querschiffes abgerissen werden. Zudem entstand 1958 eine Marienkapelle als Ersatz für den Marienaltar.
Die steile Spitzdecke des Mittelschiffs war ab 1965 mit Holz verkleidet, die Seitenschiffe waren mit einer Holzfaltendecke überwölbt, die vor dem Anbau in einem spitzbogigen Chorbogen endete. Eine flache Kassettendecke am Altarraum erreichte die Spitzenhöhe des alten Mittelschiffs. Es öffneten spitzbogige Arkaden (sie waren am Rand links und rechts gelb) auf je fünf mächtigen rosafarbenen Rundsäulen die Seitenschiffe zum Mittelschiff. Die aus Gusseisenbeton gefertigten Säulen hatten achtseitige profilierte Kapitelle, die in den Farben Blau, Gelb und Rot gefasst waren. Unterhalb der Kapitelle schlossen sich blaue, wellenförmige Ecken an. Darunter umkreiste jeweils ein goldener Ring die Säulen. Auf den großen Rundsäulen standen deutlich kleinere Säulen (ebenfalls in Rosa), die bis zur Holzfaltdecke ragten. Bis zum Frühjahr 1994 stützten noch zwei andere kleine Säulen die Orgelbühne.
Der 1982 geschaffene Taufkapellenraum lag hinter dem südlichen Eingang der Westseite im rechten Seitenschiff. Vier eingebaute Fenster in der Taufkapelle zeigten die Erzengel Gabriel, Michael, Raphael und Uriel. Die Fenster waren außerhalb der Kirche mit einem viereckigen Raster ausgestattet. Ein Jahr nach der Profanierung (2014) wurden diese Fenster ausgebaut und kamen in die Kapelle des katholischen Friedhofs in Kupferdreh. Im Altarraum stand an der rückwärtigen Klinkerwand in der Mitte der goldene Tabernakel, links und rechts daneben waren die Sitze für die Messdiener. Vor dem Tabernakel stand der Hauptaltar. Zum Hauptraum der Kirche hin stand auf der linken Seite der Ambo, an dem die Lektoren die Lesungen hielten und der Priester oder Diakon das Evangelium verkündete.
Der Dachstuhl der Pfarrkirche St. Josef war aus Holz und der Boden hellbraun gefliest.

## Marienkapelle

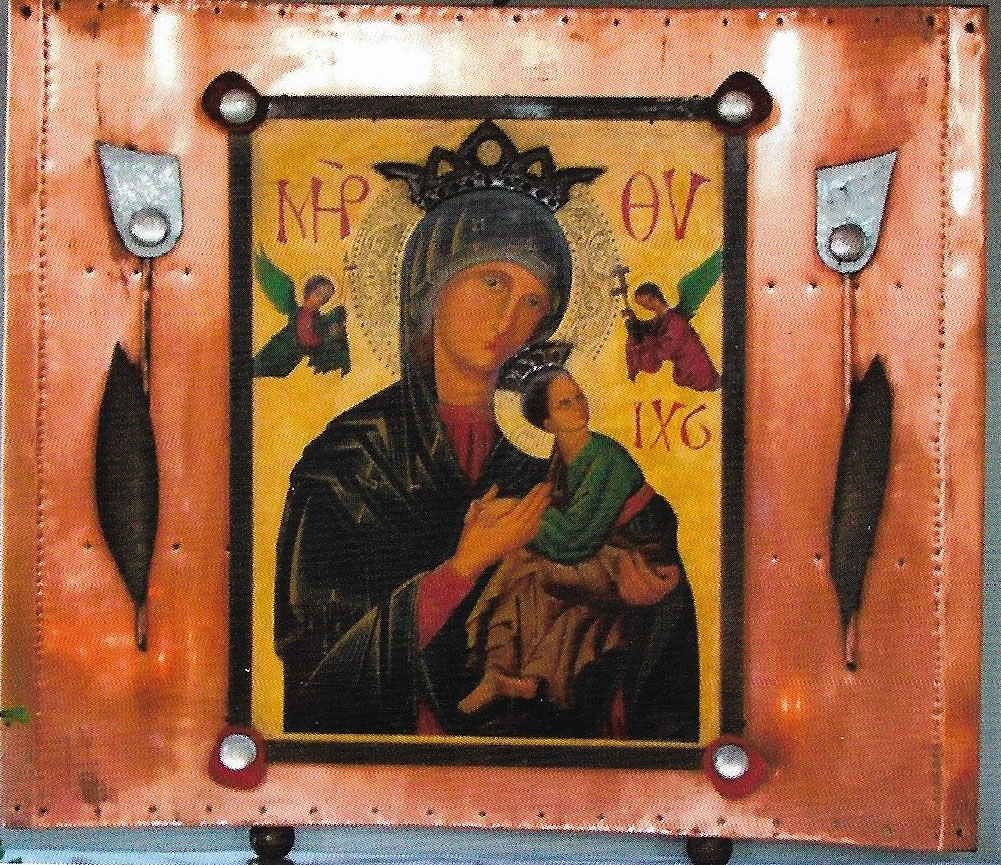
Darstellung der Mutter Gottes von der immerwährenden Hilfe mit den Siglen ΜΗΡ ΘΥ für ΜΗΤΗΡ ΘΕΟΥ (mēter theou „Mutter Gottes“) und ΙΧΣ für ΙΗΣΟΥΣ ΧΡΙΣΤΟΣ (iēsous christos „Jesus Christus“)

Bei den Umbauarbeiten 1957/58 entstand eine Marienkapelle. Wo sie genau in dem Kirchengebäude lag, ist nicht mehr bekannt. Sie hatte einen Altar, so dass hier auch die heilige Messe gefeiert werden konnte. Der erste Altar mit zwei Säulen war aus Stein gefertigt, beim Umbau des Gotteshauses wurde er durch einen Holzaltar ersetzt. Der kleine goldene Tabernakel mit der reliefartigen Darstellung von Ähren (rechts) und Weintraube (links) für Brot und Wein, Symbole für Leib und Blut Christi, war ein Geschenk der Spielschar des Mütter- und Frauenvereins. In der Kapelle befand sich auch eine Darstellung der Mutter Gottes von der immerwährenden Hilfe; es war eine Ikone, die der Künstler Karl Zangerle auf einer Bronzeplatte neu fasste und mit stilisierten Tulpen rahmte.
Die Marienkapelle wurde gegen Ende des 20. Jahrhunderts aus unbekannten Gründen aufgegeben.

## Grundrisse
Der Grundriss der ehemaligen St.-Josef-Kirche veränderte sich Ende der 1950er-Jahre nach einem Umbau.

Grundriss von 1902 bis 1957

Grundriss von 1958 bis 2013

Der Grundriss von 1902 bis 1957:
| Zahl | Architektur bzw. Ausstattungsstück |
| ---- | ---------------------------------- |
| 1    | Alter Haupteingang                 |
| 2    | Ehemaliger Chorraum                |
| 3    | Kanzel                             |
| 4    | Linkes Seitenschiff                |
| 5    | Rechtes Seitenschiff               |

Grundriss nach dem Umbau:
| Zahl | Architektur oder Ausstattungsstücke |
| ---- | ----------------------------------- |
| 1    | Haupteingang an der Westseite       |
| 2    | Linker Windfang                     |
| 3    | Rechter Windfang                    |
| 4    | Orgel                               |
| 5    | Taufkapelle                         |
| 6    | Beichtstühle                        |
| 7    | Altar                               |
| 8    | Linkes Querschiff                   |
| 9    | Rechtes Querschiff                  |
| 10   | Sakristei                           |
| 11   | Seiteneingang an der Nordseite      |
| 12   | Stirnwand des Altarraumes           |

## Ausstattung

### Altäre
Im Jahr 1904 erhielt die Kirche einen Hochaltar mit einem etwa 8 Meter hohen neugotischen Aufbau von der Altarbauwerkstatt Diedrichs & Knoche in Wiedenbrück. Auf der Epistel- und der Evangelienseite waren jeweils in zwei Rechtecken Brustbilder der vier Kirchenväter Gregor der Große, Hieronymus, Augustinus und Ambrosius zu sehen, davor standen Blumenbänke. In der Mitte des Aufbaus, neben dem Expositorium für die Aussetzung der Monstranz, befand sich links ein Relief der Geburt Christi, rechts eines mit der Herabkunft des Heiligen Geistes. Direkt über dem Expositorium war früher eine Halbplastik der Trinität angebracht. Darüber erhob sich das Altarkreuz, neben dem die etwa einen halben Meter hohen Holzfiguren der Muttergottes und des heiligen Johannes standen. Auf beiden Seiten des Altars standen auf kleinen Podesten die Apostel Petrus und Paulus. Die Apostelfiguren stehen heute in der Kapelle des St. Josef Seniorenzentrums Kupferdreh. Im Jahr 1938 wurde der Aufbau des Hochaltares entfernt, weil das Bild des mittleren Chorfensters sichtbar werden sollte. Das Dreifaltigkeitsrelief aus dem Aufbau des Hochaltars stand bis zuletzt auf einem Sockel in der Taufkapelle. In den darauffolgenden Jahren stand links neben dem Hochaltar eine Herz-Jesu-Statue und rechts die Marien-Statue. Über den Verbleib der Herz-Jesu-Statue ist nichts bekannt. Die Marienfigur wurde von 1951 bis 1982 im Keller der Sakristei aufbewahrt, dann restauriert und auf dem (vorher in der Marienkapelle befindlichen) Marienaltar (nicht zu verwechseln mit dem anderen Marienaltar; siehe folgender Abschnitt) im linken Kirchenschiff aufgestellt. Nach dem Abriss der Kirche gelangte sie in den Konvent der Karmelitenschwestern am Kupferdreher Krankenhaus.
Einige vermögende Privatleute stifteten zwei Nebenaltäre, den Marienaltar (linker Nebenaltar) und den Josefsaltar (rechter Nebenaltar). Die Figuren dieser Altäre beschaffte die Gemeinde. Auf dem Marienaltar stand in der Mitte die Statue Maria unbefleckte Empfängnis, eine Mondsichelmadonna mit einem Strahlenkranz und einer Mondsichel und der Schlange als Symbol des Bösen, deren Kopf Maria zertrat. Links stand die heilige Barbara, Schutzheilige der Bergleute, rechts die heilige Elisabeth, die Patronin christlicher Nächstenliebe. Auf dem Josefsaltar stand mittig die Statue des Kirchenpatrons, des heiligen Josef, links daneben der heilige Isidor von Madrid, der Patron der Bauern. Die Gemeinde wollte mit diesem Heiligen ihre enge Verbundenheit mit dem Land und den Bauern ausdrücken. Ganz rechts stand die Statue des heiligen Antonius von Padua. Beide Nebenaltäre standen nicht weit weg vom Hauptaltar und wurden im Zuge der Erweiterung der Kirche im Jahr 1958 entfernt, und die Statuen wurden an die Stirnwand des Altarraumes versetzt.  Die Josefsfigur ging nach der Profanierung an die Kirche in Dilldorf und die anderen vier Heiligenfiguren kamen in das Kloster der Karmeliten in Siegburg, das diese 2013 in Räumen der vormaligen Benediktinerabtei eröffneten.

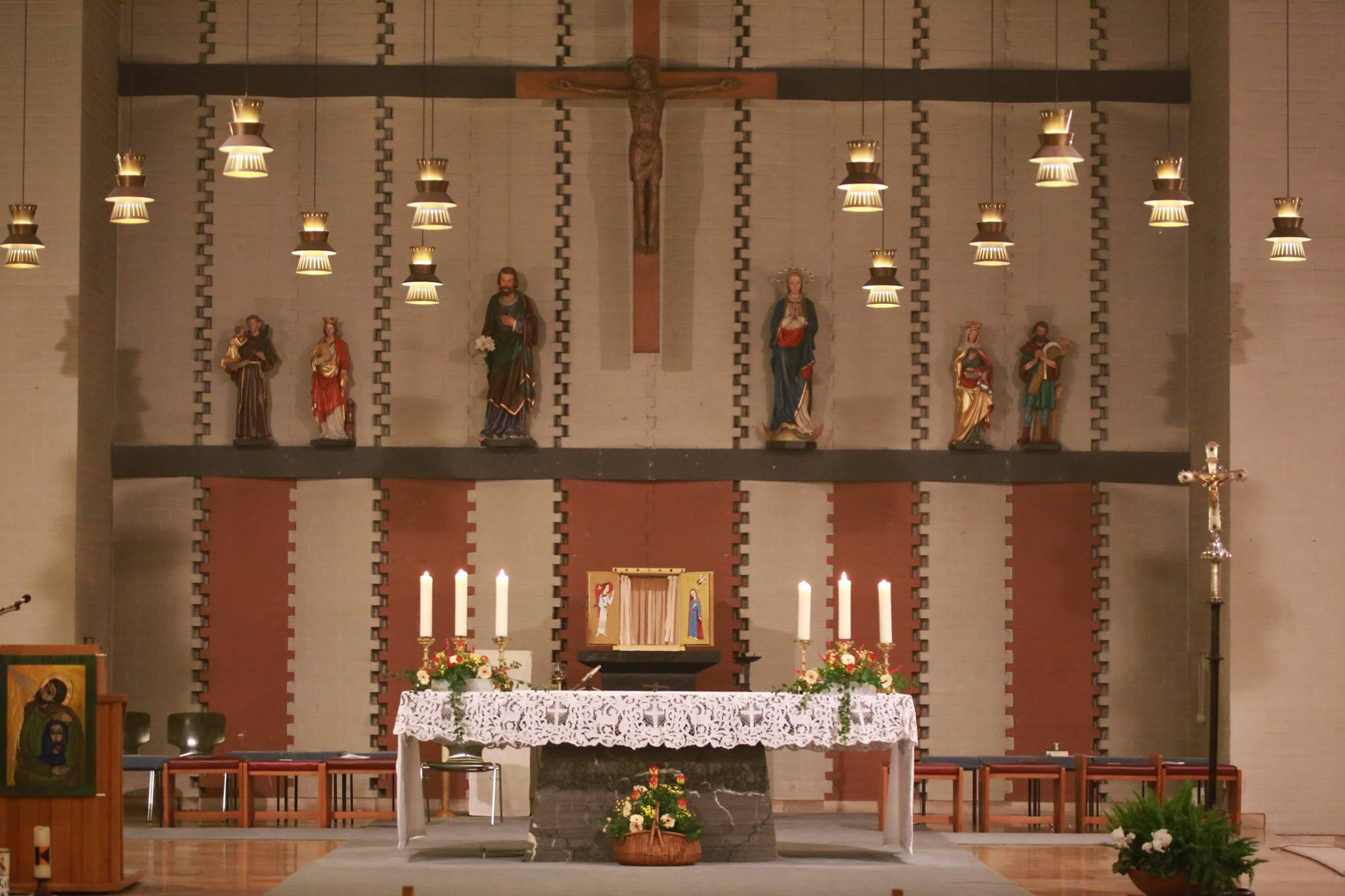
Blick auf den Altar von 1958; auf Vorsprüngen der Kirchenwand sind über dem Altar die Figuren der 1958 entfernten Nebenaltäre platziert

Beim Umbau des Chorraums im Jahr 1951 erhielt die Kirche St. Josef ihren zweiten aus Travertin-Marmor geschaffenen Altar, der von einem Bildhauer gestaltet war. Dafür musste der alte Hauptaltar weichen. Der Altar bestand aus einer Altarplatte und drei Säulen. Bei der Erweiterung 1958 musste auch dieser Altar einem neuen Hauptaltar Platz machen, den der Essener Weihbischof Julius Angerhausen am 31. Mai 1959 konsekrierte. Der Altar bestand aus zwei Marmorteilen mit einem Gewicht von 100 Zentnern. Der Wallenfels-Marmor stammte aus Köstenberg in Oberfranken. Im Altar waren Reliquien des heiligen Apostels Matthias und der heiligen Märtyrerin Theodora eingelassen. Der Altar war bei den Westdeutschen Marmorwerken in Dortmund hergestellt worden und hatte 7500 DM gekostet.

### Andere Ausstattungsstücke

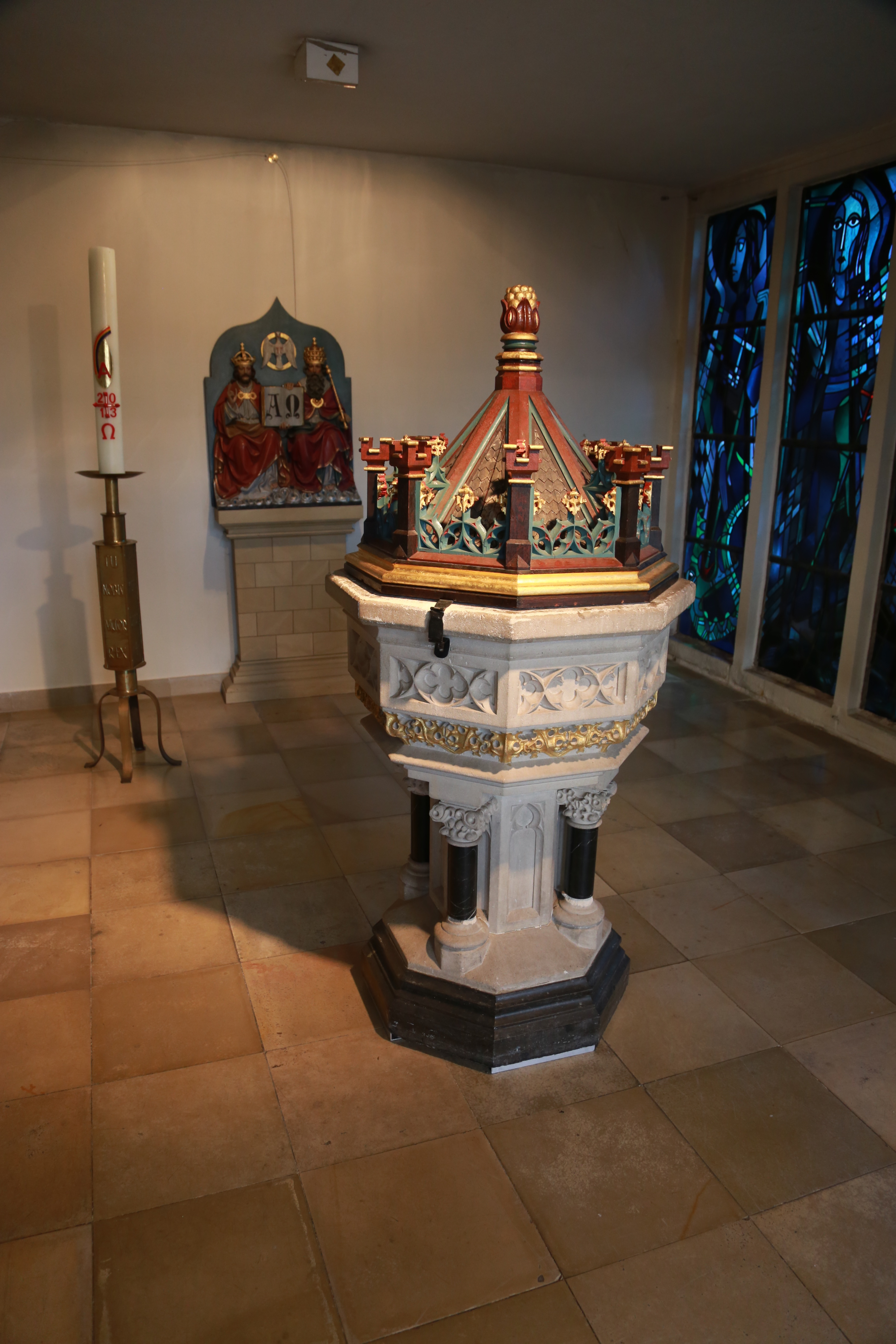
Ehemaliges Taufbecken von St. Josef; dahinter das Dreifaltigkeitsrelief, rechts die Fenster mit den Erzengeln

Ein Jahr vor der Anschaffung des Hochaltars gab die Gemeinde eine Kanzel in Auftrag, sie hing an einer Rundsäule im Mittelschiff und hatte vier Brustbilder der vier Evangelisten. Diese Bilder galten als „derb und kernig“, so der Chronist Franz Stauf. Eine Renovierung kurz vor dem Zweiten Weltkrieg veränderte ihr Aussehen. Seitdem waren die vorher farbigen Reliefs und Plastiken holzfarben überstrichen oder vergoldet. Die Kanzel wurde beim Umbau 1957 entfernt. Danach gab es in der Kirche keine mehr. Nach der Fertigstellung erhielt die Kirche nach und nach Kirchenbänke. Im Jahr 1906 waren die Bänke für das Mittelschiff vorhanden. Die aus Mahagoni erbauten Kirchenbänke hatten geschnitzte Vorder- und Seitenteile, die auch Jahre später nach der Restaurierung und dem Austausch der Sitzteile erhalten blieben. Später folgten einige Kinderbänke und die Bänke für die Seitenschiffe. Der Kunstschreiner Victor Böll fertigte in den 1900er-Jahren eine Kommunionbank für die Kirche. Fünfzig Jahre später ließ sie die Gemeinde im Zuge der größeren Umbaumaßnahmen aus der Kirche entfernen. Sie wurde durch eine neue Bank ersetzt, die jedoch nicht bis zur Profanierung in der Kirche war. Am 4. März 1906 wurde der erste Kreuzweg im Rahmen einer Fastenandacht eingeweiht. Während des Zweiten Weltkrieges wurde dieser durch neue Kreuzwegstationen ersetzt, die der ehemalige Archäologe Wilhelm Winkelmann gestaltete. Die Tafeln hingen innerhalb der Kirche an den Wänden in der Nähe der drei Eingänge und sind jetzt im Fundus der Gemeinde St. Josef in Essen-Kupferdreh. Das 1908 angeschaffte Taufbecken aus grau-weißem Sandstein stützten schwarze Mini-Rundsäulen. Es stand nach dem Umbau 1958 vor dem alten Eingang an der Rückwand der Kirche, später kam es in die 1982 eingerichtete Taufkapelle. Den Deckel des Taufbeckens erhielt eine Kirche in Polen. Im Jahr 1912 stiftete der örtliche Lourdesverein eine Nachbildung der Marienstatue der Grotte von Lourdes. Nach der Segnung der Figur in einer Feier mit Lichterprozession, Andacht und Festpredigt stand sie auf der Epistelseite der Kirche. Ihr späterer Verbleib ist unbekannt.
Das erste Altarkreuz wurde in der Umbauphase durch ein großes braunes Kreuz ersetzt, das über dem Altar aufgehängt war. Den Corpus schuf der Osnabrücker Künstler Gerhard Phillipp. Im Jahr 1951 kam ein neuer goldfarbener Tabernakel hinzu. Auf der Vorderseite symbolisierten unten links drei ineinander verschlungene Ringe die Heilige Trinität. Rechts unten war als Symbol für Jesus das Lamm Gottes abgebildet, das ein Kreuz hielt, und im linken oberen Teil die Taube als Symbol des Heiligen Geistes. Von rechts oben deutete die Hand Gottvaters auf die Vierung des Kreuzes. An der Oberkante des Tabernakels waren sieben Edelsteine angebracht. Sowohl das Kreuz als auch der Tabernakel kamen nach der Schließung der Pfarrkirche St. Josef in eine neu gebaute polnische Kirche. Am 16. November 1954 kam eine aus Gips gefertigte Marienstatue, die sogenannte „Jungfrau der Armen“, in die Kirche St. Josef. Sie war ein Geschenk des damaligen Lütticher Bischofs Louis-Joseph Kerkhofs. In St. Josef wurden daraufhin wöchentlich einige Jahre lang Banneux-Betstunden abgehalten. Diese Marienstatue gibt es nicht mehr, sie wurde allem Anschein nach zerstört. Des Weiteren schuf die Benediktinerin Lioba Munz einen modernen Flügelaltar, ein Triptychon mit einer Darstellung der Beweinung Christi im mittleren Teil. Der linke Flügel zeigt die heilige Elisabeth, der rechte die heilige Gertrud. Munz verwendete für den Altar zwölf brasilianische Edelsteine und Email in Senkschmelztechnik. Das Kunstwerk hing in einer Vitrine im linken Kirchenschiff und befindet sich heute in der Krankenhauskapelle in Kupferdreh. Am 1. Mai 2014 wurden der Altar und 18 Bänke aus der profanierten Kirche abtransportiert. Sie kamen ebenfalls nach Polen, in die neugebaute St.-Johannes-Paul-II.-Kirche der Pfarrei St. Katharina in Kośmidry. Die Pietà im überdachten Eingangsbereich wurde während des Abrisses der Kirche zerstört.

## Orgeln

### Harmonium und erste Feith-Orgel von 1920
Anfänglich befand sich in St. Josef lediglich ein Harmonium zur Liedbegleitung. Es stammte aus dem Katholischen Gesellenhaus Essen und war für 600 Mark erworben worden.
Im Herbst 1920 wurde die 1919 geplante und von der Firma Eggert Orgelbau-Anstalt gebaute Orgel eingebaut. Die Kosten betrugen insgesamt 40.000 Mark. Die Einweihung fand im Rahmen eines Kirchenkonzertes statt. Für die Orgel musste eine elektrische Leitung gelegt werden. Ein vorgesehener Blasebalg entfiel damit. Die Erweiterung der angebauten Orgelbühne auf beiden Seiten schuf mehr Raum für die Kirchenbesucher. In den Jahren 1949, 1959 und 1968 musste die Orgel repariert oder umgebaut werden, weil sie in einem schlechten Zustand war. Die Mängel ließen sich jedoch auf Dauer nicht beheben.

### Zweite Feith-Orgel von 1969

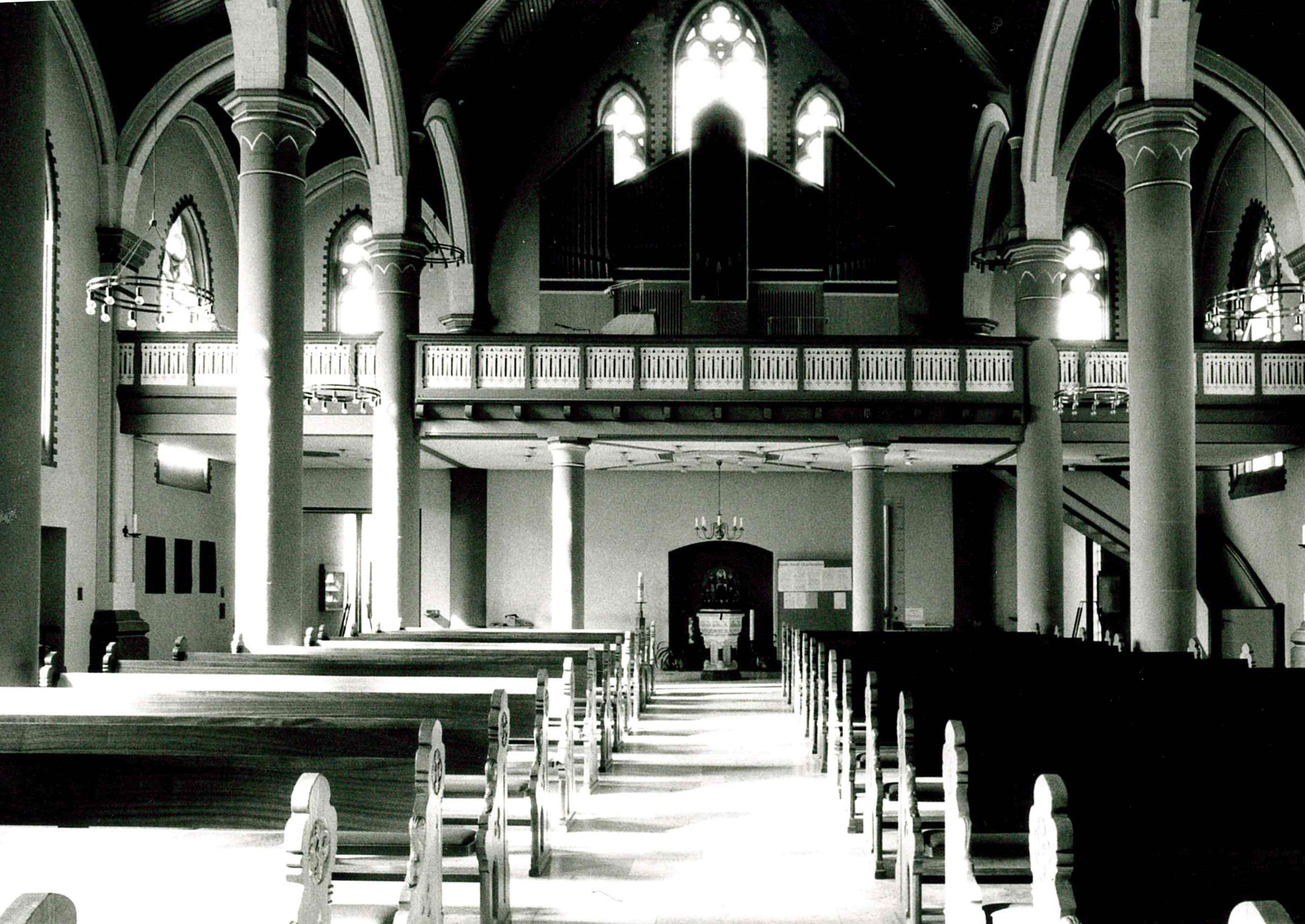
Zweite Feith-Orgel von 1969; in der Kirche bis 1994, im selben Jahr abmontiert und ein Jahr später durch neue Orgel ohne Orgelbühne ersetzt

1969 kam es daher zum Kauf einer gebrauchten Orgel aus der Gaukirche in Paderborn, die vom Orgelbauer Anton Feith stammte, dem Leiter der Eggert Orgelbau-Anstalt. Beim Umbau dieses Instruments für seine neue Bestimmung konnten noch funktionierende Teile der alten Orgel verwendet werden. Die am 14. Dezember 1969 geweihte Feith-Orgel hatte 24 Register, zwei Manuale und Pedal und kostete 45.000 DM.
Auch diese Orgel war nach verhältnismäßig kurzer Zeit in einem schlechten Zustand. Im Oktober 1987 stellte ein Orgelsachverständiger des Bistums Essen in einem Gutachten fest, dass erhebliche Verschleißerscheinungen aufgetreten waren, die ein präzises Spiel unmöglich machten. Seit dieser Feststellung befasste sich der damalige Kirchenvorstand mit dem Thema und ließ neue Gutachten anfertigen. Nach einiger Zeit war klar, dass sich eine Generalüberholung der Orgel nicht lohnt, weil das Ergebnis in keinem vertretbaren Verhältnis zu den voraussehbaren Kosten gestanden hätte. Des Weiteren wären die Verschleißerscheinungen erneut aufgetreten. Der Orgelbauer Hubert Sandtner riet der Kupferdreher Gemeinde, die Orgel der Lubliner Josephspfarrei zu übergeben. Daraufhin wurde das Instrument im April 1994 abgebaut und nach Lublin überführt und dort in einer Kirche nach der Instandsetzung und der Neugestaltung des Orgelprospekts und dessen Bemalung durch einen Künstler am 15. Juni 1997 wieder geweiht.

### Sandtnerorgel von 1994
Als Ersatz für das alte Instrument wurde am 5. März 1992 eine Orgel von Orgelbau Sandtner gekauft, die 1.115.000 DM kostete und durch Spenden finanziert wurde. Das Instrument wurde im Jahr 1994 gebaut und am 19. März 1995 geweiht. Die Orgelbühne musste dafür entfernt und durch ein neues Podest ersetzt werden, das ein örtliches Unternehmen anfertigte. Die Sandtnerorgel nahm den gesamten Westteil der Kirche ein.
Das Instrument hatte 31 klingende Register auf zwei Manualen und ein Pedal. Die Spieltrakturen und Registertrakturen sind mechanisch.
| I Hauptwerk C–g3 |                  |         |
| 1.               | Bourdon          | 16′     |
| 2.               | Principal        | 08′     |
| 3.               | Copel            | 08′     |
| 4.               | Flǔte harmonique | 08′     |
| 5.               | Viola da Gamba   | 08′     |
| 6.               | Octave           | 04′     |
| 7.               | Blockflöte       | 04′     |
| 8.               | Nazard           | 02 ⁄3′  |
| 9.               | Superoctave      | 02′     |
| 10.              | Terz             | 01 3⁄5′ |
| 11.              | Mixtur IV        | 02′     |
| 12.              | Trompete         | 08′     |
|                  | Tremulant        |         |

| II Schwellwerk C–g3 |                      |       |
| 13.                 | Principal            | 8′    |
| 14.                 | Rohrgedeckt          | 8′    |
| 15.                 | Salicional           | 8′    |
| 16.                 | Voix celèste         | 8′    |
| 17.                 | Prestant             | 4′    |
| 18.                 | Flǔte octaviante     | 4′    |
| 19.                 | Cornet de Recit III  | 2 ⁄3′ |
| 20.                 | Waldflöte            | 2′    |
| 21.                 | Larigot              | 1 ⁄3′ |
| 22.                 | Mixtur III           | 1 ⁄3′ |
| 23.                 | Trompette harmonique | 8′    |
| 24.                 | Hautbois             | 8′    |
|                     | Tremulant            |       |

| Pedalwerk C–f1 |            |     |
| 25.            | Principal  | 16′ |
| 26.            | Subbaß     | 16′ |
| 27.            | Octavbaß   | 08′ |
| 28.            | Gedecktbaß | 08′ |
| 29.            | Octave     | 04′ |
| 30.            | Posaune    | 16′ |
| 31.            | Trompete   | 08′ |

- Koppeln: II/I, I/P, II/P
- Spielhilfen: Organo-Pleno-Schaltung für Principal- und Zungenstimmen von Hauptwerk und Pedal, Einzelabsteller für Zungen und Mixturen
- Stimmtonhöhe: 440 Hz bei 15 °C
- Stimmung: gleichstufig

Der letzte Organist in der Kirche St. Josef war Friedhelm Schüngel.
Im Hinblick auf die Profanierung der Kirche war vorgesehen, die Orgel in der Dilldorfer Kirche unterzubringen. Weil aber dafür erhebliche Umbauarbeiten notwendig gewesen wären, sollte sie in eine andere Gemeinde im Bistum Essen kommen. Trotz deutschlandweiter Ausschreibung Ende 2013 fand sich zunächst kein Käufer. Im Januar 2014 erwarb die katholische Pfarrkirche St. Konrad im bayerischen Amberg das neun Tonnen schwere Instrument. Einen Monat später begann der Abbau der Sandtnerorgel und im März 2014 transportierte sie das Orgelbauunternehmen ab. Die Weihe der Orgel fand am 13. Juli 2014 in Bayern statt.

### Truhen-Orgel
Neben der Sandtnerorgel besaß die St.-Josef-Kirche seit 1994 eine Truhen-Orgel, die ebenfalls von der Orgelbaufirma Sandtner stammte. Die Register- und Spieltrakturen sind mechanisch. Das Instrument hat vier Register auf einem Manualwerk (C–f3: Copel 8′, Rohrflöte 4′, Doublette 2′, Quint 1 1⁄3′). Die Stimmtonhöhe beträgt a′ = 440 Hz. Das Instrument wird seit dem Abriss von St. Josef abwechselnd in den anderen sechs Kirchen der Kirchengemeinde St. Josef, Essen Ruhrhalbinsel, benutzt.

## Glocken

### Dachreiter-Glocke bis 2014
Bereits 1903 wurde eine Glocke für den Dachreiter beschafft, in dem sie bis November 2014 hing. Die Glocke erlitt durch die Luftangriffe der beiden Weltkriege keinen Schaden.
Seit dem 12. Juli 2016 befindet sie sich auf dem katholischen Friedhof in Kupferdreh und läutet zu Bestattungen.
| Name  | Durchmesser (mm) | Gewicht (kg, ca.) | Weihedatum      |  | Gussjahr       |  | Funktion        |
| ----- | ---------------- | ----------------- | --------------- |  | -------------- |  | --------------- |
| Josef | 750              | 150               | 12. Januar 1903 |  | 1902 oder 1903 |  | Wandlungsglocke |

### Glocken von 1949 bis 1960
Ein vollständiges Geläut erhielt die Kirche erstmals 1949. Die vier Glocken waren 1939, kurz vor dem Zweiten Weltkrieg, bei der Glockengießerei in Gescher für die Erzdiözese Zentral-Chile in Auftrag gegeben und 1940 fertiggestellt, aber nicht mehr ausgeliefert worden. Die Gemeinde in Gescher hatte diese Glocken ab 1943 sechs Jahre lang benutzt, weil sie ihre alten für Kriegsverwendungszwecke abgeben musste. Im Zweiten Weltkrieg waren sie unbeschädigt geblieben. Weil der ehemalige Sekretär des Bischofs der auftraggebenden Diözese inzwischen Kaplan in Kupferdreh war, kam dieses Geläut im Frühjahr 1949 leihweise nach Kupferdreh, wo es in einem aus Stahlprofilen genieteten Glockenstuhl vor der Kirche aufgehängt wurde. Das erste Festtagsläuten gab es zur Auferstehungsfeier der Pfarrgemeinde St. Josef am Karsamstag, dem 16. April 1949. Das Geläut blieb bis 1960 in der Gemeinde. Am 27. März 1960 forderte der Bischof von Linares (Augusto Osvaldo Salinas Fuenzalida) die Glocken für seine Diözese. Deshalb wurden sie am 4. September 1960 nach Hamburg gebracht und nach Chile verschifft. Seither ist das Geläut in der St. Ambrosius Cathedrale in Linares. Zur gleichen Zeit plante die Gemeinde St. Josef, neue Glocken anzuschaffen.
Das Motiv war Salve Regina.
| Nr. | Name     | Durchmesser (mm) | Gewicht (kg, ca.) | Schlagton (HT-1/16) | Inschrift    | Gießer                                                                   | Gussjahr | Funktion      |
| --- | -------- | ---------------- | ----------------- | ------------------- | ------------ | ------------------------------------------------------------------------ | -------- | ------------- |
| 1   | Ambrosia | 1.400            | 1.780             | d′                  | * AMBROSIA * | Hans Georg Hermann Maria Hüesker, Firma Petit & Gebr. Edelbrock, Gescher | 1940     | unbekannt     |
| 2   | Adriana  | 1.100            | 810               | fis′                | * ADRIANA *  | Hans Georg Hermann Maria Hüesker, Firma Petit & Gebr. Edelbrock, Gescher | 1940     | Totenglocke   |
| 3   | Leonor   | 920              | 450               | a′                  | + LEONOR +   | Hans Georg Hermann Maria Hüesker, Firma Petit & Gebr. Edelbrock, Gescher | 1940     | Angelusglocke |
| 4   | Lioba    | 810              | 310               | h′                  | + LIOBA +    | Hans Georg Hermann Maria Hüesker, Firma Petit & Gebr. Edelbrock, Gescher | 1940     | unbekannt     |

### Glocken von 1961 bis 2014

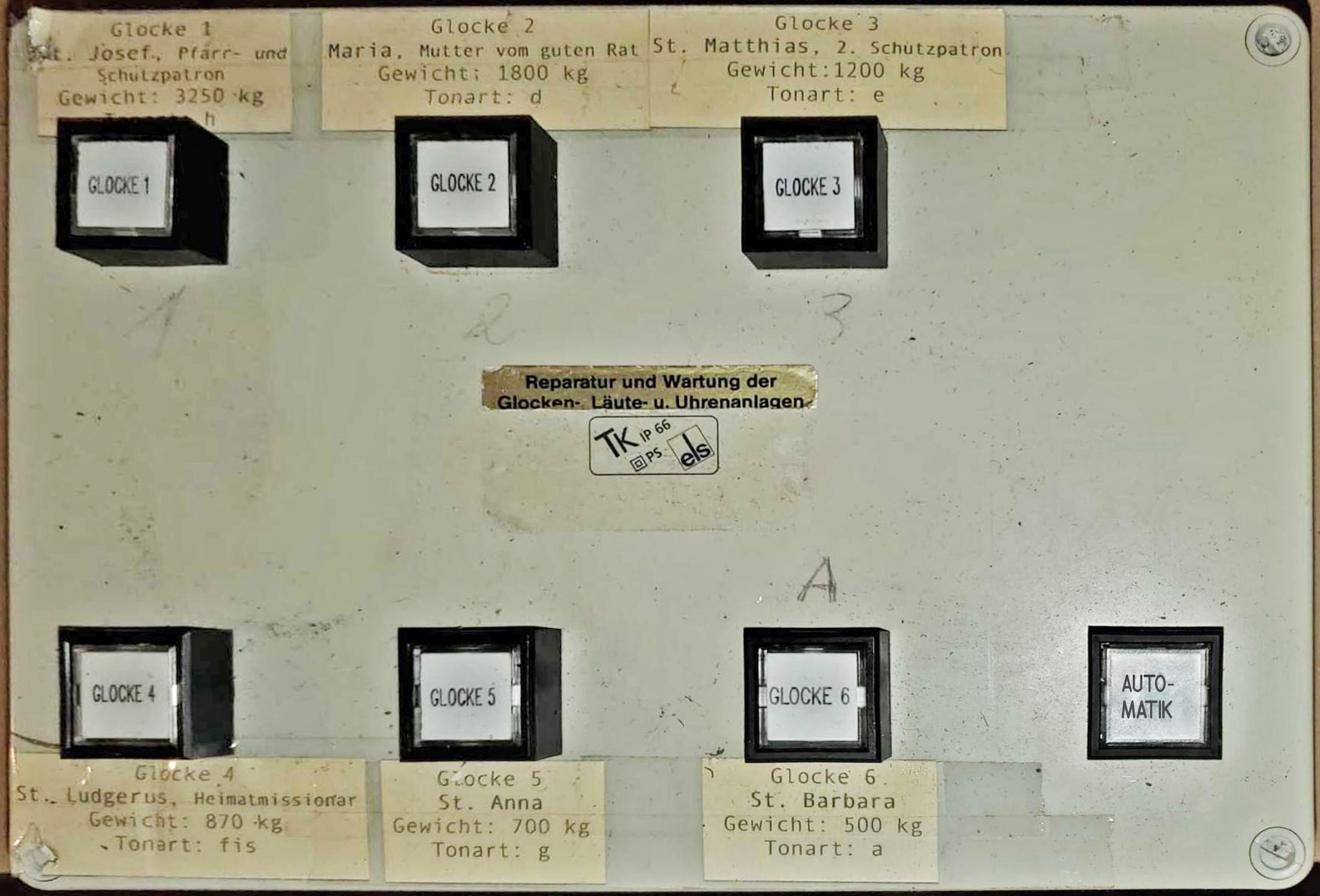
Ehemalige Glocken-Schalttafel

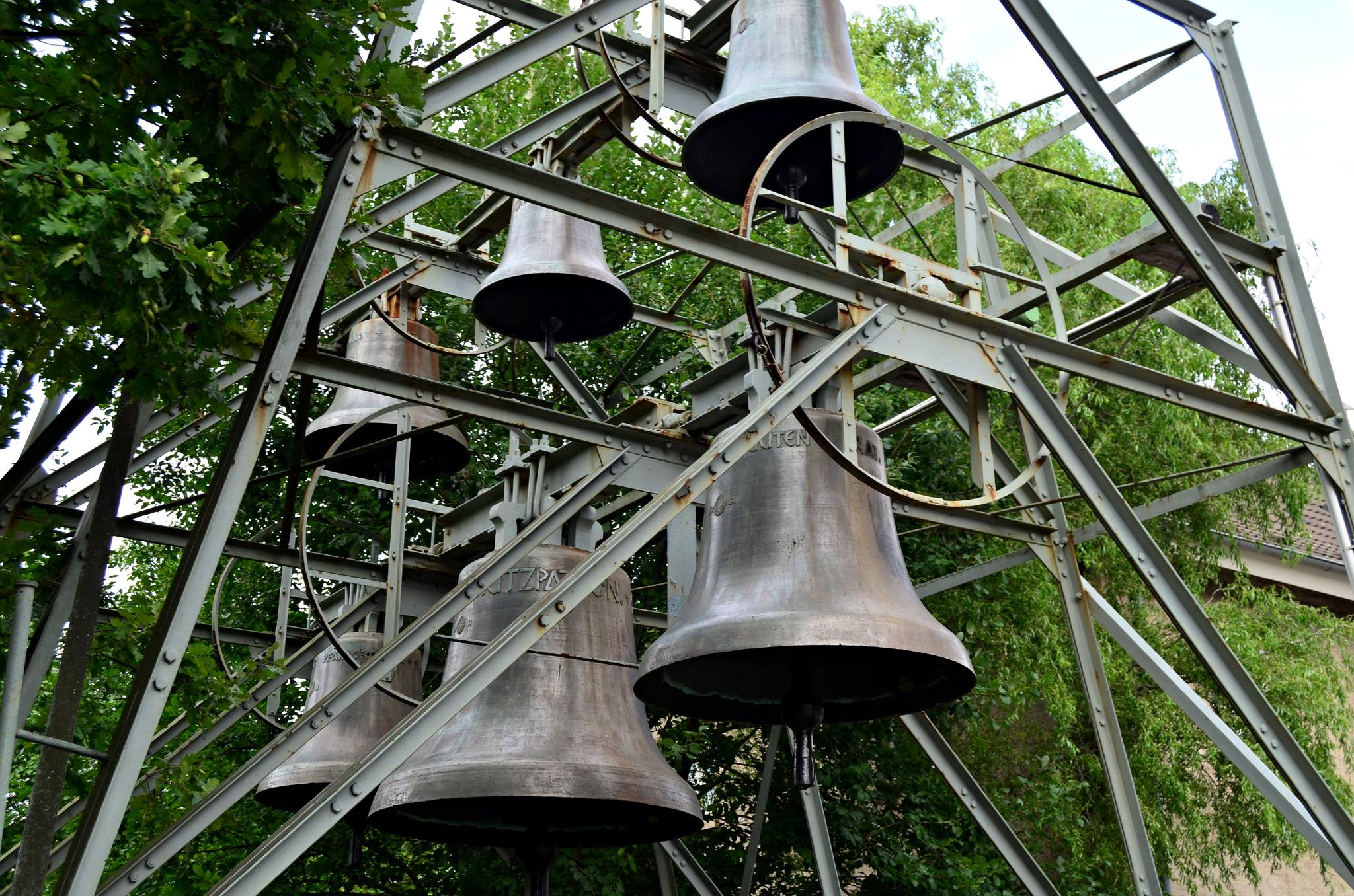
Glockenstuhl im September 2013

Für das neue bzw. größere Geläut musste die Architektur des Glockenstuhles verändert werden. 1961 wurden sechs neue Glocken angeschafft; gegossen wurden sie am 7. Juli 1961 von der Glockengießerei „Petit & Gebr. Edelbrock“ in Gescher, die auch die Glocken von 1940 geliefert hatte. Gießer war Hans Georg Hermann Maria Hüesker. Die Anna-Glocke stiftete die Spielschar des Frauenvereins. Einen Monat nach der Herstellung, am 13. August 1961, kamen sie in den Glockenstuhl und am Abend des 19. August ertönte das erste feierliche Geläute. Das Angelusläuten um 7, 12 und 19 Uhr geschah anfangs abwechselnd mit der Ludgerus-, der Anna- und der Dachreiterglocke. Im Laufe der Zeit zeigten sich an der Ludgerusglocke starke Schäden, sodass statt ihrer die Annaglocke geläutet wurde. Auch sie durfte nach einer bestimmten Zeit nicht mehr benutzt werden und es musste die Dachreiterglocke eingesetzt werden. Außer der Ludgerusglocke hatten alle Glocken den gleichen Abklingverlauf. Die Angelusglocke war am Ende „glatt“ und die anderen „standen“.
Die Glocken hatten „mittelschwere Rippen“. Musikdirektor Jakob Schaeben (1905–1980) erstellte eine klangliche Beurteilung des Geläutes. Die Schlagtonstimmungslinie beurteilte er als in der vordisponierten Höhe genau getroffen und die Einzelklänge im Bereich der Prinzipaltöne als so gut geordnet, dass die in den Bewertungsrichtlinien vorgesehenen Toleranzspannen nicht in Anspruch genommen werden mussten. Die von vorlauten Störtönen freien Mixturen seien reich und mit schöner Einheitlichkeit aufgebaut gewesen.
Im Jahr 2012 traten am Glockenstuhl gefährliche Roststellen auf, woraufhin das Geläut wegen nicht mehr vorhandener Sicherheit stillgelegt wurde. Zuletzt läutete zur Messe nur noch die Dachreiterglocke. Der Glockenstuhl wurde nicht mehr repariert, weil der Abriss der Kirche schon zur Diskussion stand, als die Schäden auffielen.
Minuten vor der Profanierung wurden die drei unteren Glocken am Glockenstuhl gebeiert. Erst nach dem Gottesdienst wurde das Geläut trotz der merklichen Rostschäden zum letzten Mal elektrisch betrieben.
Nach der Demontage am 11. November 2014 wurde das Geläut in Gescher für einen Gebrauch in anderen Kirchen vorläufig eingelagert. Das zum Glockenstuhl gehörende Metall ließen die Verantwortlichen verwerten. Im Januar 2020 wurden die sechs Glocken zum Verkauf ausgeschrieben. Ende 2020 erwarb die evangelische Kirchengemeinde in Perleberg das Geläut. Am 25. Juni 2021 kamen die Glocken in Perleberg an und sollen dort in der evangelischen Stadtpfarrkirche St. Jakobi wieder läuten.
Te Deum laudamus war das Motiv dieses Geläuts.
| Nr. | Name     | Durchmesser (mm) | Gewicht (kg, ca.) | Schlagton (HT-1/16) | Inschrift                                                 | Funktion      |
| --- | -------- | ---------------- | ----------------- | ------------------- | --------------------------------------------------------- | ------------- |
| 1   | Josef    | 1.676            | 3.250             | h°+1                | + S T. J O S E F, PFARRPATRON UND SCHUTZPATRON            | Totenglocke   |
| 2   | Maria    | 1.397            | 1.800             | d′+2                | + M A R I A, MUTTER VOM GUTEN RAT                         | unbekannt     |
| 3   | Matthias | 1.240            | 1.200             | e′+2                | + S T. M A T T H I A S, 2. SCHUTZPATRON DER PFARRGEMEINDE | unbekannt     |
| 4   | Ludgerus | 1.102            | 870               | fis′+2              | + S T. L U D G E R U S, HEIMATMISSIONAR                   | Angelusglocke |
| 5   | Anna     | 1.026            | 700               | g′+2                | S T. A N N A                                              | Angelusglocke |
| 6   | Barbara  | 907              | 500               | a′+2                | S T. B A R B A R A                                        | unbekannt     |

## Pfarrer
Die nachstehend genannten Pfarrer wirkten an St. Josef bis zur Profanierung der Kirche 2013:
- 1909–1930: Friedrich Schwermann († 1. Juli 1930)
- 1930–1937: Heinrich Häuser († 31. Juli 1945 in Mespelbrunn)
- 1937–1945: Franz Thelen († 25. August 1945)
- 1945–1953: Karl-Maria Hilger
- 1953–1963: Josef Schlutz († 28. Februar 1963)
- 1963–1985: Bruno Riepert († 8. Juni 1990)
- 1985–1999: Jürgen Goerdt († Dezember 2021)[99]
- 1999–2006: Hans-Werner Hegh
- 2006–2011: Elmar Kirchner (2006 bis 2008 Pfarradministrator; 2008 bis 2011 Pfarrer der neuen Pfarrei St. Josef Essen Ruhrhalbinsel)[100][101]
- 2011–2013: Gereon Alter